# Danh sách cầu thủ tham dự Giải vô địch bóng đá thế giới 2010
Mỗi đội tuyển tham gia vòng chung kết World Cup 2010 có quyền đăng ký 23 cầu thủ, trong đó có tối thiểu 3 thủ môn. Hạn cuối cùng để nộp danh sách là ngày 1 tháng 6 năm 2010. Trong trường hợp chấn thương vào phút chót, các đội tuyển có thể thay đổi danh sách chậm nhất là vào 24 giờ trước trận đấu khai mạc giải. Trong danh sách dưới đây, những cầu thủ có ký hiệu (C) là người mang băng đội trưởng của đội. Thông tin về câu lạc bộ và số lần khoác áo của mỗi cầu thủ tính tại thời điểm đăng ký.
Trong 736 cầu thủ tham dự giải, hơn 1 nửa đang thi đấu tại 5 giải vô địch quốc gia mạnh nhất châu Âu; dẫn đầu là Premier League của Anh (117 cầu thủ), Bundesliga (Đức) (84 cầu thủ), Serie A (Ý) (80 cầu thủ), La Liga (Tây Ban Nha) (59 cầu thủ) và Ligue 1 (Pháp) (46 cầu thủ). Các đội tuyển Anh, Đức và Ý mang tới Nam Phi đội hình gồm toàn bộ các cầu thủ đang thi đấu tại giải quốc nội, trong khi ngược lại Nigeria thì toàn bộ các cầu thủ đang thi đấu tại nước ngoài. Tổng cộng, các cầu thủ đang thi đấu tại 52 giải vô địch quốc gia khác nhau. FC Barcelona là câu lạc bộ có nhiều cầu thủ tham dự giải nhất, với 13 cầu thủ, trong đó có bảy người được gọi vào đội tuyển Tây Ban Nha, ngoài ra còn có 7 câu lạc bộ khác cũng cung cấp trên 10 cầu thủ mỗi câu lạc bộ.
Lần đầu tiên trong lịch sử các kỳ World Cup, có ba anh em ruột cùng tham dự với tư cách cầu thủ, khi ba anh em Jerry, Johnny và Wilson Palacios đều nằm trong danh sách 23 cầu thủ của tuyển Honduras. Kì World Cup cũng lần đầu ghi nhận cả 2 đội tuyển Triều Tiên và Hàn Quốc cùng góp mặt tại vòng bảng của ngày hội bóng đá lớn nhất hành tinh.

## Bảng A

### Nam Phi
Huấn luyện viên trưởng:  Carlos Alberto Parreira
| Số | Vt | Cầu thủ                | Ngày sinh (tuổi)            | Số trận | Câu lạc bộ        |
| -- | -- | ---------------------- | --------------------------- | ------- | ----------------- |
| 1  | TM | Shu-Aib Walters        | 26 tháng 12, 1981 (28 tuổi) | 0       | Maritzburg United |
| 2  | HV | Siboniso Gaxa          | 6 tháng 4, 1984 (26 tuổi)   | 35      | Mamelodi Sundowns |
| 3  | HV | Tsepo Masilela         | 5 tháng 5, 1985 (25 tuổi)   | 29      | Maccabi Haifa     |
| 4  | HV | Aaron Mokoena          | 25 tháng 11, 1980 (29 tuổi) | 100     | Portsmouth        |
| 5  | HV | Lucas Thwala           | 19 tháng 10, 1981 (28 tuổi) | 21      | Orlando Pirates   |
| 6  | TV | MacBeth Sibaya         | 25 tháng 11, 1977 (32 tuổi) | 56      | Rubin Kazan       |
| 7  | TV | Lance Davids           | 11 tháng 4, 1985 (25 tuổi)  | 23      | Ajax Cape Town    |
| 8  | TV | Siphiwe Tshabalala     | 25 tháng 9, 1984 (25 tuổi)  | 44      | Kaizer Chiefs     |
| 9  | TĐ | Katlego Mphela         | 29 tháng 11, 1984 (25 tuổi) | 29      | Mamelodi Sundowns |
| 10 | TV | Steven Pienaar         | 17 tháng 3, 1982 (28 tuổi)  | 46      | Everton           |
| 11 | TV | Teko Modise            | 22 tháng 12, 1982 (27 tuổi) | 50      | Orlando Pirates   |
| 12 | TV | Reneilwe Letsholonyane | 9 tháng 6, 1982 (28 tuổi)   | 10      | Kaizer Chiefs     |
| 13 | TV | Kagisho Dikgacoi       | 24 tháng 11, 1984 (25 tuổi) | 32      | Fulham            |
| 14 | HV | Matthew Booth          | 14 tháng 3, 1977 (33 tuổi)  | 27      | Mamelodi Sundowns |
| 15 | TĐ | Bernard Parker         | 16 tháng 3, 1986 (24 tuổi)  | 26      | Twente            |
| 16 | TM | Itumeleng Khune        | 20 tháng 6, 1987 (22 tuổi)  | 25      | Kaizer Chiefs     |
| 17 | TV | Surprise Moriri        | 20 tháng 3, 1980 (30 tuổi)  | 29      | Mamelodi Sundowns |
| 18 | TĐ | Siyabonga Nomvethe     | 2 tháng 12, 1977 (32 tuổi)  | 75      | Moroka Swallows   |
| 19 | HV | Anele Ngcongca         | 20 tháng 10, 1987 (22 tuổi) | 3       | Genk              |
| 20 | HV | Bongani Khumalo        | 6 tháng 1, 1987 (23 tuổi)   | 11      | Supersport United |
| 21 | HV | Siyabonga Sangweni     | 29 tháng 9, 1981 (28 tuổi)  | 9       | Golden Arrows     |
| 22 | TM | Moeneeb Josephs        | 19 tháng 5, 1980 (30 tuổi)  | 16      | Orlando Pirates   |
| 23 | TV | Thanduyise Khuboni     | 22 tháng 5, 1986 (24 tuổi)  | 6       | Golden Arrows     |

### México
Huấn luyện viên trưởng:  Javier Aguirre
| Số | Vt | Cầu thủ                    | Ngày sinh (tuổi)  | Số trận | Câu lạc bộ          |
| -- | -- | -------------------------- | ----------------- | ------- | ------------------- |
| 1  | TM | Óscar Pérez                | 1 tháng 2, 1973   | 51      | Chiapas             |
| 2  | HV | Francisco Javier Rodríguez | 20 tháng 10, 1981 | 47      | PSV                 |
| 3  | HV | Carlos Salcido             | 2 tháng 4, 1980   | 72      | PSV                 |
| 4  | HV | Rafael Márquez             | 13 tháng 2, 1979  | 90      | Barcelona           |
| 5  | HV | Ricardo Osorio             | 30 tháng 3, 1980  | 75      | Stuttgart           |
| 6  | TV | Gerardo Torrado            | 30 tháng 4, 1979  | 113     | Cruz Azul           |
| 7  | TV | Pablo Barrera              | 21 tháng 6, 1987  | 20      | UNAM                |
| 8  | TV | Israel Castro              | 29 tháng 12, 1980 | 30      | UNAM                |
| 9  | TĐ | Guillermo Franco           | 3 tháng 11, 1976  | 21      | West Ham United     |
| 10 | TĐ | Cuauhtémoc Blanco          | 17 tháng 1, 1973  | 117     | Veracruz            |
| 11 | TĐ | Carlos Vela                | 1 tháng 3, 1989   | 27      | Arsenal             |
| 12 | HV | Paul Aguilar               | 6 tháng 3, 1986   | 9       | Pachuca             |
| 13 | TM | Guillermo Ochoa            | 13 tháng 7, 1985  | 37      | America             |
| 14 | TĐ | Javier Hernández           | 1 tháng 6, 1988   | 11      | Guadalajara         |
| 15 | HV | Héctor Moreno              | 17 tháng 1, 1988  | 9       | AZ                  |
| 16 | HV | Efraín Juárez              | 22 tháng 2, 1988  | 18      | UNAM                |
| 17 | TĐ | Giovani dos Santos         | 11 tháng 5, 1989  | 25      | Galatasaray         |
| 18 | TV | Andrés Guardado            | 28 tháng 9, 1986  | 55      | Deportivo La Coruña |
| 19 | HV | Jonny Magallón             | 21 tháng 11, 1981 | 52      | Guadalajara         |
| 20 | HV | Jorge Torres Nilo          | 17 tháng 1, 1988  | 8       | Atlas               |
| 21 | TV | Adolfo Bautista            | 15 tháng 5, 1979  | 37      | Guadalajara         |
| 22 | TV | Alberto Medina             | 29 tháng 5, 1983  | 55      | Guadalajara         |
| 23 | TM | Luis Ernesto Michel        | 21 tháng 7, 1979  | 4       | Guadalajara         |

### Uruguay
Huấn luyện viên trưởng:  Oscar Tabárez
| Số | Vt | Cầu thủ             | Ngày sinh (tuổi)            | Số trận | Câu lạc bộ           |
| -- | -- | ------------------- | --------------------------- | ------- | -------------------- |
| 1  | TM | Fernando Muslera    | 16 tháng 6, 1986 (23 tuổi)  | 5       | Lazio                |
| 2  | HV | Diego Lugano        | 2 tháng 11, 1980 (29 tuổi)  | 41      | Fenerbahçe           |
| 3  | HV | Diego Godín         | 16 tháng 2, 1986 (24 tuổi)  | 37      | Villarreal           |
| 4  | HV | Jorge Fucile        | 19 tháng 11, 1984 (25 tuổi) | 24      | Porto                |
| 5  | TV | Walter Gargano      | 27 tháng 7, 1984 (25 tuổi)  | 27      | Napoli               |
| 6  | HV | Andrés Scotti       | 14 tháng 12, 1974 (35 tuổi) | 25      | Colo-Colo            |
| 7  | TĐ | Edinson Cavani      | 14 tháng 2, 1987 (23 tuổi)  | 13      | Palermo              |
| 8  | TV | Sebastián Eguren    | 8 tháng 1, 1981 (29 tuổi)   | 26      | AIK                  |
| 9  | TĐ | Luis Suárez         | 24 tháng 1, 1987 (23 tuổi)  | 29      | Ajax                 |
| 10 | TĐ | Diego Forlán        | 19 tháng 5, 1979 (31 tuổi)  | 61      | Atlético Madrid      |
| 11 | TV | Álvaro Pereira      | 28 tháng 1, 1985 (25 tuổi)  | 14      | Porto                |
| 12 | TM | Juan Castillo       | 17 tháng 4, 1978 (32 tuổi)  | 11      | Deportivo Cali       |
| 13 | TĐ | Sebastián Abreu     | 17 tháng 10, 1976 (33 tuổi) | 55      | Botafogo             |
| 14 | TV | Nicolás Lodeiro     | 21 tháng 3, 1989 (21 tuổi)  | 3       | Ajax                 |
| 15 | TV | Diego Pérez         | 18 tháng 5, 1980 (30 tuổi)  | 49      | Monaco               |
| 16 | HV | Maxi Pereira        | 8 tháng 6, 1984 (26 tuổi)   | 36      | Benfica              |
| 17 | TV | Ignacio González    | 14 tháng 5, 1982 (28 tuổi)  | 16      | Valencia             |
| 18 | TV | Egidio Arévalo Ríos | 27 tháng 9, 1982 (27 tuổi)  | 5       | Peñarol              |
| 19 | TĐ | Sebastián Fernández | 23 tháng 5, 1985 (25 tuổi)  | 6       | Banfield             |
| 20 | HV | Mauricio Victorino  | 11 tháng 10, 1982 (27 tuổi) | 4       | Universidad de Chile |
| 21 | TV | Álvaro Fernández    | 11 tháng 10, 1985 (24 tuổi) | 7       | Universidad de Chile |
| 22 | HV | Martín Cáceres      | 7 tháng 4, 1987 (23 tuổi)   | 18      | Juventus             |
| 23 | TM | Martín Silva        | 25 tháng 3, 1983 (27 tuổi)  | 1       | Defensor             |

### Pháp
Huấn luyện viên trưởng:  Raymond Domenech
| Số | Vt | Cầu thủ             | Ngày sinh (tuổi)            | Số trận | Câu lạc bộ        |
| -- | -- | ------------------- | --------------------------- | ------- | ----------------- |
| 1  | TM | Hugo Lloris         | 26 tháng 12, 1986 (23 tuổi) | 9       | Lyon              |
| 2  | HV | Bacary Sagna        | 14 tháng 2, 1983 (27 tuổi)  | 17      | Arsenal           |
| 3  | HV | Éric Abidal         | 11 tháng 9, 1979 (30 tuổi)  | 45      | Barcelona         |
| 4  | HV | Anthony Réveillère  | 10 tháng 11, 1979 (30 tuổi) | 5       | Lyon              |
| 5  | HV | William Gallas      | 17 tháng 8, 1977 (32 tuổi)  | 78      | Arsenal           |
| 6  | HV | Marc Planus         | 3 tháng 7, 1982 (27 tuổi)   | 0       | Bordeaux          |
| 7  | TV | Franck Ribéry       | 7 tháng 4, 1983 (27 tuổi)   | 42      | Bayern Munich     |
| 8  | TV | Yoann Gourcuff      | 11 tháng 7, 1986 (23 tuổi)  | 17      | Bordeaux          |
| 9  | TĐ | Djibril Cissé       | 12 tháng 8, 1981 (28 tuổi)  | 38      | Panathinaikos     |
| 10 | TĐ | Sidney Govou        | 27 tháng 7, 1979 (30 tuổi)  | 43      | Lyon              |
| 11 | TĐ | André-Pierre Gignac | 5 tháng 12, 1985 (24 tuổi)  | 10      | Toulouse          |
| 12 | TĐ | Thierry Henry       | 17 tháng 8, 1977 (32 tuổi)  | 118     | Barcelona         |
| 13 | HV | Patrice Evra        | 15 tháng 5, 1981 (29 tuổi)  | 27      | Manchester United |
| 14 | TV | Jérémy Toulalan     | 10 tháng 9, 1983 (26 tuổi)  | 31      | Lyon              |
| 15 | TV | Florent Malouda     | 13 tháng 6, 1980 (29 tuổi)  | 51      | Chelsea           |
| 16 | TM | Steve Mandanda      | 28 tháng 3, 1985 (25 tuổi)  | 12      | Marseille         |
| 17 | HV | Sébastien Squillaci | 11 tháng 8, 1980 (29 tuổi)  | 18      | Sevilla           |
| 18 | TV | Alou Diarra         | 15 tháng 7, 1981 (28 tuổi)  | 24      | Bordeaux          |
| 19 | TV | Abou Diaby          | 11 tháng 5, 1986 (24 tuổi)  | 2       | Arsenal           |
| 20 | TV | Mathieu Valbuena    | 28 tháng 9, 1984 (25 tuổi)  | 0       | Marseille         |
| 21 | TĐ | Nicolas Anelka      | 14 tháng 3, 1979 (31 tuổi)  | 64      | Chelsea           |
| 22 | HV | Gaël Clichy         | 26 tháng 7, 1985 (24 tuổi)  | 3       | Arsenal           |
| 23 | TM | Cédric Carrasso     | 30 tháng 12, 1981 (28 tuổi) | 0       | Bordeaux          |

## Bảng B

### Argentina
Huấn luyện viên trưởng:  Diego Maradona
| Số | Vt | Cầu thủ              | Ngày sinh (tuổi)            | Số trận | Câu lạc bộ       |
| -- | -- | -------------------- | --------------------------- | ------- | ---------------- |
| 1  | TM | Sergio Romero        | 22 tháng 2, 1987 (23 tuổi)  | 5       | AZ               |
| 2  | HV | Martín Demichelis    | 20 tháng 12, 1980 (29 tuổi) | 25      | Bayern Munich    |
| 3  | HV | Nicolás Otamendi     | 12 tháng 2, 1988 (22 tuổi)  | 6       | Vélez Sársfield  |
| 4  | HV | Nicolás Burdisso     | 12 tháng 4, 1981 (29 tuổi)  | 28      | Roma             |
| 5  | TV | Mario Bolatti        | 17 tháng 2, 1985 (25 tuổi)  | 4       | Fiorentina       |
| 6  | HV | Gabriel Heinze       | 19 tháng 4, 1978 (32 tuổi)  | 63      | Marseille        |
| 7  | TV | Ángel Di María       | 14 tháng 2, 1988 (22 tuổi)  | 7       | Benfica          |
| 8  | TV | Juan Sebastián Verón | 9 tháng 3, 1975 (35 tuổi)   | 69      | Estudiantes      |
| 9  | TĐ | Gonzalo Higuaín      | 10 tháng 12, 1987 (22 tuổi) | 4       | Real Madrid      |
| 10 | TĐ | Lionel Messi         | 24 tháng 6, 1987 (22 tuổi)  | 44      | Barcelona        |
| 11 | TĐ | Carlos Tévez         | 5 tháng 2, 1984 (26 tuổi)   | 51      | Manchester City  |
| 12 | TM | Mariano Andújar      | 30 tháng 7, 1983 (26 tuổi)  | 4       | Catania          |
| 13 | HV | Walter Samuel        | 23 tháng 3, 1978 (32 tuổi)  | 54      | Internazionale   |
| 14 | TV | Javier Mascherano    | 8 tháng 6, 1984 (26 tuổi)   | 56      | Liverpool        |
| 15 | HV | Clemente Rodríguez   | 31 tháng 7, 1981 (28 tuổi)  | 11      | Estudiantes      |
| 16 | TĐ | Sergio Agüero        | 2 tháng 6, 1988 (22 tuổi)   | 20      | Atlético Madrid  |
| 17 | TV | Jonás Gutiérrez      | 5 tháng 7, 1983 (26 tuổi)   | 15      | Newcastle United |
| 18 | TV | Maxi Rodríguez       | 2 tháng 1, 1981 (29 tuổi)   | 35      | Liverpool        |
| 19 | TĐ | Martín Palermo       | 7 tháng 11, 1973 (36 tuổi)  | 13      | Boca Juniors     |
| 20 | TV | Javier Pastore       | 20 tháng 6, 1989 (20 tuổi)  | 0       | Palermo          |
| 21 | HV | Ariel Garcé          | 14 tháng 7, 1979 (30 tuổi)  | 3       | Colón            |
| 22 | TĐ | Diego Milito         | 12 tháng 6, 1979 (30 tuổi)  | 20      | Internazionale   |
| 23 | TM | Diego Pozo           | 16 tháng 2, 1978 (32 tuổi)  | 3       | Colón            |

### Nigeria
Huấn luyện viên trưởng:  Lars Lagerbäck
| Số | Vt | Cầu thủ          | Ngày sinh (tuổi)            | Số trận | Câu lạc bộ         |
| -- | -- | ---------------- | --------------------------- | ------- | ------------------ |
| 1  | TM | Vincent Enyeama  | 29 tháng 8, 1982 (27 tuổi)  | 51      | Hapoel Tel Aviv    |
| 2  | HV | Joseph Yobo      | 6 tháng 9, 1980 (29 tuổi)   | 64      | Everton            |
| 3  | HV | Taye Taiwo       | 16 tháng 4, 1985 (25 tuổi)  | 35      | Marseille          |
| 4  | TĐ | Kanu             | 1 tháng 8, 1976 (33 tuổi)   | 72      | Portsmouth         |
| 5  | HV | Rabiu Afolabi    | 18 tháng 4, 1980 (30 tuổi)  | 12      | Red Bull Salzburg  |
| 6  | HV | Danny Shittu     | 2 tháng 9, 1980 (29 tuổi)   | 23      | Bolton Wanderers   |
| 7  | TĐ | Chinedu Obasi    | 1 tháng 6, 1986 (24 tuổi)   | 17      | Hoffenheim         |
| 8  | TĐ | Yakubu           | 22 tháng 11, 1982 (27 tuổi) | 47      | Everton            |
| 9  | TĐ | Obafemi Martins  | 28 tháng 10, 1984 (25 tuổi) | 27      | Wolfsburg          |
| 10 | TĐ | Ideye Brown      | 10 tháng 10, 1988 (21 tuổi) | 0       | Sochaux            |
| 11 | TĐ | Peter Odemwingie | 15 tháng 7, 1981 (28 tuổi)  | 43      | Lokomotiv Moscow   |
| 12 | TV | Kalu Uche        | 15 tháng 11, 1982 (27 tuổi) | 18      | Almería            |
| 13 | TV | Ayila Yussuf     | 4 tháng 11, 1984 (25 tuổi)  | 24      | Dynamo Kyiv        |
| 14 | TV | Sani Kaita       | 2 tháng 5, 1986 (24 tuổi)   | 16      | Alania Vladikavkaz |
| 15 | HV | Dele Adeleye     | 25 tháng 12, 1988 (21 tuổi) | 5       | Sparta Rotterdam   |
| 16 | TM | Austin Ejide     | 8 tháng 4, 1984 (26 tuổi)   | 16      | Hapoel Petah Tikva |
| 17 | HV | Chidi Odiah      | 17 tháng 12, 1983 (26 tuổi) | 21      | CSKA Moscow        |
| 18 | TĐ | Victor Obinna    | 25 tháng 3, 1987 (23 tuổi)  | 30      | Málaga             |
| 19 | TV | Lukman Haruna    | 12 tháng 4, 1990 (20 tuổi)  | 1       | Monaco             |
| 20 | TV | Dickson Etuhu    | 8 tháng 6, 1982 (28 tuổi)   | 11      | Fulham             |
| 21 | HV | Uwa Echiéjilé    | 20 tháng 1, 1988 (22 tuổi)  | 9       | Rennes             |
| 22 | TV | John Utaka       | 8 tháng 1, 1982 (28 tuổi)   | 41      | Portsmouth         |
| 23 | TM | Dele Aiyenugba   | 20 tháng 11, 1983 (26 tuổi) | 9       | Bnei Yehuda        |

### Hàn Quốc
Huấn luyện viên trưởng:  Huh Jung-Moo
| Số | Vt | Cầu thủ         | Ngày sinh (tuổi)           | Số trận | Câu lạc bộ         |
| -- | -- | --------------- | -------------------------- | ------- | ------------------ |
| 1  | TM | Lee Woon-Jae    | 26 tháng 4, 1973 (37 tuổi) | 130     | Suwon Bluewings    |
| 2  | HV | Oh Beom-Seok    | 29 tháng 7, 1984 (25 tuổi) | 37      | Ulsan Hyundai      |
| 3  | HV | Kim Hyung-Il    | 27 tháng 4, 1984 (26 tuổi) | 2       | Pohang Steelers    |
| 4  | HV | Cho Yong-Hyung  | 3 tháng 11, 1983 (26 tuổi) | 31      | Jeju United        |
| 5  | TV | Kim Nam-Il      | 14 tháng 3, 1977 (33 tuổi) | 92      | Tom Tomsk          |
| 6  | HV | Kang Min-Soo    | 14 tháng 2, 1986 (24 tuổi) | 31      | Suwon Bluewings    |
| 7  | TV | Park Ji-Sung    | 25 tháng 2, 1981 (29 tuổi) | 88      | Manchester United  |
| 8  | TV | Kim Jung-Woo    | 9 tháng 5, 1982 (28 tuổi)  | 54      | Gwangju Phoenix    |
| 9  | TĐ | Ahn Jung-Hwan   | 27 tháng 1, 1976 (34 tuổi) | 70      | Đại Liên Thạch Đức |
| 10 | TĐ | Park Chu-Young  | 10 tháng 7, 1985 (24 tuổi) | 40      | Monaco             |
| 11 | TĐ | Lee Seung-Ryul  | 6 tháng 3, 1989 (21 tuổi)  | 8       | FC Seoul           |
| 12 | HV | Lee Young-Pyo   | 23 tháng 4, 1977 (33 tuổi) | 112     | Al-Hilal           |
| 13 | TV | Kim Jae-Sung    | 3 tháng 10, 1983 (26 tuổi) | 7       | Pohang Steelers    |
| 14 | HV | Lee Jung-Soo    | 8 tháng 1, 1980 (30 tuổi)  | 24      | Kashima Antlers    |
| 15 | HV | Kim Dong-Jin    | 29 tháng 1, 1982 (28 tuổi) | 61      | Ulsan Hyundai      |
| 16 | TV | Ki Sung-Yong    | 24 tháng 1, 1989 (21 tuổi) | 21      | Celtic             |
| 17 | TV | Lee Chung-Yong  | 2 tháng 7, 1988 (21 tuổi)  | 23      | Bolton Wanderers   |
| 18 | TM | Jung Sung-Ryong | 4 tháng 1, 1985 (25 tuổi)  | 15      | Seongnam Ilhwa     |
| 19 | TĐ | Yeom Ki-Hun     | 30 tháng 3, 1983 (27 tuổi) | 33      | Suwon Bluewings    |
| 20 | TĐ | Lee Dong-Gook   | 29 tháng 4, 1979 (31 tuổi) | 83      | Jeonbuk Motors     |
| 21 | TM | Kim Young-Kwang | 28 tháng 6, 1983 (26 tuổi) | 14      | Ulsan Hyundai      |
| 22 | HV | Cha Du-Ri       | 25 tháng 7, 1980 (29 tuổi) | 46      | Freiburg           |
| 23 | TV | Kim Bo-Kyung    | 6 tháng 10, 1989 (20 tuổi) | 6       | Oita Trinita       |

### Hy Lạp
Huấn luyện viên trưởng:  Otto Rehhagel
| Số | Vt | Cầu thủ                   | Ngày sinh (tuổi)            | Số trận | Câu lạc bộ       |
| -- | -- | ------------------------- | --------------------------- | ------- | ---------------- |
| 1  | TM | Kostas Chalkias           | 30 tháng 5, 1974 (36 tuổi)  | 27      | PAOK             |
| 2  | HV | Giourkas Seitaridis       | 4 tháng 6, 1981 (29 tuổi)   | 67      | Panathinaikos    |
| 3  | TV | Christos Patsatzoglou     | 19 tháng 3, 1979 (31 tuổi)  | 41      | Omonia           |
| 4  | HV | Nikos Spiropoulos         | 10 tháng 10, 1983 (26 tuổi) | 17      | Panathinaikos    |
| 5  | HV | Vangelis Moras            | 18 tháng 8, 1981 (28 tuổi)  | 10      | Bologna          |
| 6  | TV | Alexandros Tziolis        | 13 tháng 2, 1985 (25 tuổi)  | 17      | Siena            |
| 7  | TĐ | Georgios Samaras          | 21 tháng 2, 1985 (25 tuổi)  | 32      | Celtic           |
| 8  | HV | Avraam Papadopoulos       | 3 tháng 1, 1984 (26 tuổi)   | 12      | Olympiakos       |
| 9  | TĐ | Angelos Charisteas        | 9 tháng 2, 1980 (30 tuổi)   | 82      | Nuremberg        |
| 10 | TV | Giorgos Karagounis        | 3 tháng 6, 1977 (33 tuổi)   | 91      | Panathinaikos    |
| 11 | HV | Loukas Vyntra             | 5 tháng 2, 1981 (29 tuổi)   | 27      | Panathinaikos    |
| 12 | TM | Alexandros Tzorvas        | 12 tháng 8, 1982 (27 tuổi)  | 6       | Panathinaikos    |
| 13 | TM | Michalis Sifakis          | 9 tháng 9, 1984 (25 tuổi)   | 1       | Aris             |
| 14 | TĐ | Dimitris Salpigidis       | 18 tháng 8, 1981 (28 tuổi)  | 34      | Panathinaikos    |
| 15 | HV | Vasilis Torosidis         | 10 tháng 6, 1985 (25 tuổi)  | 25      | Olympiakos       |
| 16 | HV | Sotirios Kyrgiakos        | 23 tháng 7, 1979 (30 tuổi)  | 56      | Liverpool        |
| 17 | TĐ | Theofanis Gekas           | 23 tháng 5, 1980 (30 tuổi)  | 46      | Hertha Berlin    |
| 18 | TV | Sotiris Ninis             | 3 tháng 4, 1990 (20 tuổi)   | 3       | Panathinaikos    |
| 19 | HV | Sokratis Papastathopoulos | 9 tháng 6, 1988 (22 tuổi)   | 10      | Genoa            |
| 20 | TĐ | Pantelis Kapetanos        | 8 tháng 6, 1983 (27 tuổi)   | 1       | Steaua Bucureşti |
| 21 | TV | Kostas Katsouranis        | 21 tháng 6, 1979 (30 tuổi)  | 67      | Panathinaikos    |
| 22 | HV | Stelios Malezas           | 11 tháng 3, 1985 (25 tuổi)  | 0       | PAOK             |
| 23 | TV | Sakis Prittas             | 9 tháng 1, 1979 (31 tuổi)   | 0       | Aris             |

## Bảng C

### Anh
Huấn luyện viên trưởng:  Fabio Capello
| Số | Vt | Cầu thủ               | Ngày sinh (tuổi)            | Số trận | Câu lạc bộ        |
| -- | -- | --------------------- | --------------------------- | ------- | ----------------- |
| 1  | TM | David James           | 1 tháng 8, 1970 (39 tuổi)   | 50      | Portsmouth        |
| 2  | HV | Glen Johnson          | 23 tháng 8, 1984 (25 tuổi)  | 20      | Liverpool         |
| 3  | HV | Ashley Cole           | 20 tháng 12, 1980 (29 tuổi) | 77      | Chelsea           |
| 4  | TV | Steven Gerrard        | 30 tháng 5, 1980 (30 tuổi)  | 78      | Liverpool         |
| 5  | HV | Michael Dawson        | 18 tháng 11, 1983 (26 tuổi) | 0       | Tottenham Hotspur |
| 6  | HV | John Terry            | 7 tháng 12, 1980 (29 tuổi)  | 59      | Chelsea           |
| 7  | TV | Aaron Lennon          | 16 tháng 4, 1987 (23 tuổi)  | 15      | Tottenham Hotspur |
| 8  | TV | Frank Lampard         | 20 tháng 6, 1978 (31 tuổi)  | 77      | Chelsea           |
| 9  | TĐ | Peter Crouch          | 30 tháng 1, 1981 (29 tuổi)  | 37      | Tottenham Hotspur |
| 10 | TĐ | Wayne Rooney          | 24 tháng 10, 1985 (24 tuổi) | 58      | Manchester United |
| 11 | TV | Joe Cole              | 8 tháng 11, 1981 (28 tuổi)  | 53      | Chelsea           |
| 12 | TM | Robert Green          | 18 tháng 1, 1980 (30 tuổi)  | 9       | West Ham United   |
| 13 | HV | Stephen Warnock       | 12 tháng 12, 1981 (28 tuổi) | 1       | Aston Villa       |
| 14 | TV | Gareth Barry          | 23 tháng 2, 1981 (29 tuổi)  | 36      | Manchester City   |
| 15 | HV | Matthew Upson         | 18 tháng 4, 1979 (31 tuổi)  | 19      | West Ham United   |
| 16 | TV | James Milner          | 4 tháng 1, 1986 (24 tuổi)   | 7       | Aston Villa       |
| 17 | TV | Shaun Wright-Phillips | 25 tháng 10, 1981 (28 tuổi) | 30      | Manchester City   |
| 18 | HV | Jamie Carragher       | 28 tháng 1, 1978 (32 tuổi)  | 34      | Liverpool         |
| 19 | TĐ | Jermain Defoe         | 7 tháng 10, 1982 (27 tuổi)  | 39      | Tottenham Hotspur |
| 20 | HV | Ledley King           | 12 tháng 10, 1980 (29 tuổi) | 19      | Tottenham Hotspur |
| 21 | TĐ | Emile Heskey          | 11 tháng 1, 1978 (32 tuổi)  | 57      | Aston Villa       |
| 22 | TV | Michael Carrick       | 28 tháng 7, 1981 (28 tuổi)  | 21      | Manchester United |
| 23 | TM | Joe Hart              | 19 tháng 4, 1987 (23 tuổi)  | 1       | Manchester City   |

### Hoa Kỳ
Huấn luyện viên trưởng:  Bob Bradley
| Số | Vt | Cầu thủ               | Ngày sinh (tuổi)            | Số trận | Câu lạc bộ               |
| -- | -- | --------------------- | --------------------------- | ------- | ------------------------ |
| 1  | TM | Tim Howard            | 6 tháng 3, 1979 (31 tuổi)   | 49      | Everton                  |
| 2  | HV | Jonathan Spector      | 1 tháng 3, 1986 (24 tuổi)   | 24      | West Ham United          |
| 3  | HV | Carlos Bocanegra      | 25 tháng 5, 1979 (31 tuổi)  | 77      | Rennes                   |
| 4  | TV | Michael Bradley       | 31 tháng 7, 1987 (22 tuổi)  | 41      | Borussia Mönchengladbach |
| 5  | HV | Oguchi Onyewu         | 13 tháng 5, 1982 (28 tuổi)  | 51      | Milan                    |
| 6  | HV | Steve Cherundolo      | 19 tháng 2, 1979 (31 tuổi)  | 57      | Hannover 96              |
| 7  | TV | DaMarcus Beasley      | 24 tháng 5, 1982 (28 tuổi)  | 90      | Rangers                  |
| 8  | TV | Clint Dempsey         | 9 tháng 3, 1983 (27 tuổi)   | 60      | Fulham                   |
| 9  | TĐ | Edson Buddle          | 21 tháng 5, 1981 (29 tuổi)  | 1       | Los Angeles Galaxy       |
| 10 | TV | Landon Donovan        | 4 tháng 3, 1982 (28 tuổi)   | 121     | Los Angeles Galaxy       |
| 11 | TĐ | Robbie Findley        | 4 tháng 8, 1985 (24 tuổi)   | 4       | Real Salt Lake           |
| 12 | HV | Jonathan Bornstein    | 7 tháng 11, 1984 (25 tuổi)  | 29      | Chivas USA               |
| 13 | TV | Ricardo Clark         | 10 tháng 3, 1983 (27 tuổi)  | 27      | Eintracht Frankfurt      |
| 14 | HV | Clarence Goodson      | 17 tháng 5, 1982 (28 tuổi)  | 11      | Start                    |
| 15 | HV | Jay DeMerit           | 4 tháng 12, 1979 (30 tuổi)  | 17      | Watford                  |
| 16 | TV | Benny Feilhaber       | 19 tháng 1, 1985 (25 tuổi)  | 31      | AGF                      |
| 17 | TĐ | Jozy Altidore         | 6 tháng 11, 1989 (20 tuổi)  | 24      | Villarreal               |
| 18 | TM | Brad Guzan            | 9 tháng 9, 1984 (25 tuổi)   | 15      | Aston Villa              |
| 19 | TV | Maurice Edu           | 18 tháng 4, 1986 (24 tuổi)  | 12      | Rangers                  |
| 20 | TĐ | Herculez Gomez        | 6 tháng 4, 1982 (28 tuổi)   | 2       | Pachuca                  |
| 21 | TV | José Francisco Torres | 29 tháng 10, 1987 (22 tuổi) | 8       | Pachuca                  |
| 22 | TV | Stuart Holden         | 1 tháng 8, 1985 (24 tuổi)   | 12      | Bolton Wanderers         |
| 23 | TM | Marcus Hahnemann      | 15 tháng 6, 1972 (37 tuổi)  | 6       | Wolverhampton Wanderers  |

### Algérie
Huấn luyện viên trưởng:  Rabah Saâdane
| Số | Vt | Cầu thủ             | Ngày sinh (tuổi)            | Số trận | Câu lạc bộ               |
| -- | -- | ------------------- | --------------------------- | ------- | ------------------------ |
| 1  | TM | Lounès Gaouaoui     | 28 tháng 9, 1977 (32 tuổi)  | 48      | ASO Chlef                |
| 2  | HV | Madjid Bougherra    | 7 tháng 10, 1982 (27 tuổi)  | 40      | Rangers                  |
| 3  | HV | Nadir Belhadj       | 18 tháng 6, 1982 (27 tuổi)  | 44      | Portsmouth               |
| 4  | HV | Antar Yahia         | 21 tháng 3, 1982 (28 tuổi)  | 43      | Bochum                   |
| 5  | HV | Rafik Halliche      | 2 tháng 9, 1986 (23 tuổi)   | 15      | Nacional Madeira         |
| 6  | TV | Yazid Mansouri      | 25 tháng 2, 1978 (32 tuổi)  | 66      | Lorient                  |
| 7  | TV | Ryad Boudebouz      | 19 tháng 2, 1990 (20 tuổi)  | 1       | FC Sochaux               |
| 8  | TV | Mehdi Lacen         | 5 tháng 3, 1984 (25 tuổi)   | 2       | Racing Santander         |
| 9  | TĐ | Abdelkader Ghezzal  | 5 tháng 12, 1984 (25 tuổi)  | 18      | Siena                    |
| 10 | TĐ | Rafik Saïfi         | 7 tháng 2, 1975 (35 tuổi)   | 59      | Istres                   |
| 11 | TĐ | Rafik Djebbour      | 8 tháng 3, 1984 (26 tuổi)   | 15      | AEK Athens               |
| 12 | HV | Habib Bellaid       | 28 tháng 3, 1986 (24 tuổi)  | 1       | Eintracht Frankfurt      |
| 13 | TĐ | Karim Matmour       | 25 tháng 6, 1984 (25 tuổi)  | 21      | Borussia Monchengladbach |
| 14 | HV | Carl Medjani        | 15 tháng 5, 1985 (25 tuổi)  | 0       | AC Ajaccio               |
| 15 | TV | Karim Ziani         | 17 tháng 8, 1982 (27 tuổi)  | 54      | Wolfsburg                |
| 16 | TM | Faouzi Chaouchi     | 5 tháng 12, 1984 (25 tuổi)  | 9       | ES Sétif                 |
| 17 | TV | Adlène Guedioura    | 12 tháng 11, 1985 (24 tuổi) | 1       | Wolverhampton Wanderers  |
| 18 | HV | Abdelkader Laïfaoui | 15 tháng 5, 1985 (25 tuổi)  | 6       | ES Sétif                 |
| 19 | TV | Hassan Yebda        | 14 tháng 4, 1984 (26 tuổi)  | 9       | Portsmouth               |
| 20 | HV | Djamel Mesbah       | 9 tháng 10, 1984 (25 tuổi)  | 1       | Lecce                    |
| 21 | TV | Foued Kadir         | 5 tháng 12, 1983 (26 tuổi)  | 1       | Valenciennes FC          |
| 22 | TV | Djamel Abdoun       | 14 tháng 2, 1986 (24 tuổi)  | 6       | Nantes                   |
| 23 | TM | Raïs M'Bohli        | 25 tháng 4, 1986 (24 tuổi)  | 1       | Slavia Sofia             |

### Slovenia
Huấn luyện viên trưởng:  Matjaž Kek
| Số | Vt | Cầu thủ                  | Ngày sinh (tuổi)            | Số trận | Câu lạc bộ           |
| -- | -- | ------------------------ | --------------------------- | ------- | -------------------- |
| 1  | TM | Jasmin Handanovič        | 28 tháng 1, 1978 (32 tuổi)  | 3       | Mantova              |
| 2  | HV | Mišo Brečko              | 1 tháng 5, 1984 (26 tuổi)   | 30      | Köln                 |
| 3  | HV | Elvedin Džinič           | 25 tháng 8, 1985 (24 tuổi)  | 0       | Maribor              |
| 4  | HV | Marko Šuler              | 9 tháng 3, 1983 (27 tuổi)   | 16      | Gent                 |
| 5  | HV | Boštjan Cesar            | 9 tháng 7, 1982 (27 tuổi)   | 41      | Grenoble             |
| 6  | HV | Branko Ilič              | 6 tháng 2, 1983 (27 tuổi)   | 36      | Lokomotiv Moscow     |
| 7  | TĐ | Nejc Pečnik              | 3 tháng 1, 1986 (24 tuổi)   | 7       | Nacional             |
| 8  | TV | Robert Koren             | 20 tháng 9, 1980 (29 tuổi)  | 45      | West Bromwich Albion |
| 9  | TĐ | Zlatan Ljubijankič       | 15 tháng 12, 1983 (26 tuổi) | 16      | Gent                 |
| 10 | TĐ | Valter Birsa             | 7 tháng 8, 1986 (23 tuổi)   | 33      | Auxerre              |
| 11 | TĐ | Milivoje Novakovič       | 18 tháng 5, 1979 (31 tuổi)  | 37      | Köln                 |
| 12 | TM | Samir Handanovič         | 14 tháng 7, 1984 (25 tuổi)  | 38      | Udinese              |
| 13 | HV | Bojan Jokić              | 17 tháng 5, 1986 (24 tuổi)  | 33      | Chievo               |
| 14 | TĐ | Zlatko Dedič             | 10 tháng 5, 1984 (26 tuổi)  | 23      | Bochum               |
| 15 | TV | Rene Krhin               | 21 tháng 5, 1990 (20 tuổi)  | 3       | Internazionale       |
| 16 | TM | Aleksander Šeliga        | 1 tháng 2, 1980 (30 tuổi)   | 1       | Sparta Rotterdam     |
| 17 | TV | Andraž Kirm              | 6 tháng 9, 1984 (25 tuổi)   | 25      | Wisła Kraków         |
| 18 | TV | Aleksander Radosavljevič | 25 tháng 4, 1979 (31 tuổi)  | 14      | Larissa              |
| 19 | HV | Suad Filekovič           | 16 tháng 9, 1978 (31 tuổi)  | 14      | Maribor              |
| 20 | TV | Andrej Komac             | 4 tháng 12, 1979 (30 tuổi)  | 40      | Maccabi Tel Aviv     |
| 21 | TV | Dalibor Stevanovič       | 27 tháng 9, 1984 (25 tuổi)  | 15      | Vitesse              |
| 22 | HV | Matej Mavrič             | 29 tháng 1, 1979 (31 tuổi)  | 32      | TuS Koblenz          |
| 23 | TĐ | Tim Matavž               | 13 tháng 1, 1989 (21 tuổi)  | 0       | Groningen            |

## Bảng D

### Đức
Huấn luyện viên trưởng:  Joachim Löw

### Úc
Huấn luyện viên trưởng:  Pim Verbeek
| Số | Vt | Cầu thủ            | Ngày sinh (tuổi)            | Số trận | Câu lạc bộ        |
| -- | -- | ------------------ | --------------------------- | ------- | ----------------- |
| 1  | TM | Mark Schwarzer     | 6 tháng 10, 1972 (37 tuổi)  | 74      | Fulham            |
| 2  | HV | Lucas Neill        | 9 tháng 3, 1978 (32 tuổi)   | 55      | Galatasaray       |
| 3  | HV | Craig Moore        | 12 tháng 12, 1975 (34 tuổi) | 49      | cầu thủ tự do     |
| 4  | TV | Tim Cahill         | 6 tháng 12, 1979 (30 tuổi)  | 39      | Everton           |
| 5  | TV | Jason Culina       | 5 tháng 8, 1980 (29 tuổi)   | 48      | Gold Coast United |
| 6  | HV | Michael Beauchamp  | 8 tháng 3, 1981 (29 tuổi)   | 21      | Al-Jazira         |
| 7  | TV | Brett Emerton      | 22 tháng 2, 1979 (31 tuổi)  | 72      | Blackburn Rovers  |
| 8  | HV | Luke Wilkshire     | 1 tháng 10, 1981 (28 tuổi)  | 41      | Dinamo Moskva     |
| 9  | TĐ | Joshua Kennedy     | 20 tháng 8, 1982 (27 tuổi)  | 18      | Nagoya Grampus    |
| 10 | TĐ | Harry Kewell       | 22 tháng 9, 1978 (31 tuổi)  | 45      | Galatasaray       |
| 11 | HV | Scott Chipperfield | 30 tháng 12, 1975 (34 tuổi) | 64      | Basel             |
| 12 | TM | Adam Federici      | 31 tháng 1, 1985 (25 tuổi)  | 1       | Reading           |
| 13 | TV | Vince Grella       | 5 tháng 10, 1979 (30 tuổi)  | 44      | Blackburn Rovers  |
| 14 | TĐ | Brett Holman       | 27 tháng 3, 1984 (26 tuổi)  | 31      | AZ                |
| 15 | TV | Mile Jedinak       | 3 tháng 8, 1984 (25 tuổi)   | 11      | Antalyaspor       |
| 16 | TV | Carl Valeri        | 14 tháng 8, 1984 (25 tuổi)  | 21      | Sassuolo          |
| 17 | TĐ | Nikita Rukavytsya  | 22 tháng 6, 1987 (22 tuổi)  | 3       | Roeselare         |
| 18 | TM | Eugene Galeković   | 12 tháng 6, 1981 (28 tuổi)  | 4       | Adelaide United   |
| 19 | TV | Richard Garcia     | 4 tháng 9, 1981 (28 tuổi)   | 6       | Hull City         |
| 20 | HV | Mark Milligan      | 4 tháng 9, 1985 (24 tuổi)   | 10      | JEF United        |
| 21 | HV | David Carney       | 3 tháng 11, 1983 (26 tuổi)  | 25      | Twente            |
| 22 | TV | Dario Vidošić      | 12 tháng 4, 1987 (23 tuổi)  | 6       | MSV Duisburg      |
| 23 | TV | Mark Bresciano     | 11 tháng 2, 1980 (30 tuổi)  | 54      | Palermo           |

### Serbia
Huấn luyện viên trưởng:  Radomir Antić
| Số | Vt | Cầu thủ            | Ngày sinh (tuổi)            | Số trận | Câu lạc bộ              |
| -- | -- | ------------------ | --------------------------- | ------- | ----------------------- |
| 1  | TM | Vladimir Stojković | 29 tháng 7, 1983 (26 tuổi)  | 30      | Wigan Athletic          |
| 2  | HV | Antonio Rukavina   | 26 tháng 1, 1984 (26 tuổi)  | 19      | 1860 Munich             |
| 3  | HV | Aleksandar Kolarov | 10 tháng 11, 1985 (24 tuổi) | 10      | Lazio                   |
| 4  | TV | Gojko Kačar        | 26 tháng 1, 1987 (23 tuổi)  | 15      | Hertha Berlin           |
| 5  | HV | Nemanja Vidić      | 21 tháng 10, 1981 (28 tuổi) | 44      | Manchester United       |
| 6  | HV | Branislav Ivanović | 22 tháng 2, 1984 (26 tuổi)  | 29      | Chelsea                 |
| 7  | TV | Zoran Tošić        | 28 tháng 4, 1987 (23 tuổi)  | 18      | Köln                    |
| 8  | TĐ | Danko Lazović      | 17 tháng 5, 1983 (27 tuổi)  | 34      | Zenit Saint Petersburg  |
| 9  | TĐ | Marko Pantelić     | 15 tháng 9, 1978 (31 tuổi)  | 29      | Ajax                    |
| 10 | TV | Dejan Stanković    | 11 tháng 9, 1978 (31 tuổi)  | 86      | Internazionale          |
| 11 | TV | Nenad Milijaš      | 30 tháng 4, 1983 (27 tuổi)  | 15      | Wolverhampton Wanderers |
| 12 | TM | Bojan Isailović    | 25 tháng 3, 1980 (30 tuổi)  | 3       | Zagłębie Lubin          |
| 13 | HV | Aleksandar Luković | 23 tháng 10, 1982 (27 tuổi) | 19      | Udinese                 |
| 14 | TV | Milan Jovanović    | 18 tháng 4, 1981 (29 tuổi)  | 24      | Standard Liège          |
| 15 | TĐ | Nikola Žigić       | 25 tháng 9, 1980 (29 tuổi)  | 42      | Valencia                |
| 16 | HV | Ivan Obradović     | 25 tháng 7, 1988 (21 tuổi)  | 10      | Real Zaragoza           |
| 17 | TV | Miloš Krasić       | 1 tháng 11, 1984 (25 tuổi)  | 29      | CSKA Moscow             |
| 18 | TV | Miloš Ninković     | 25 tháng 12, 1984 (25 tuổi) | 7       | Dynamo Kiev             |
| 19 | TV | Radosav Petrović   | 8 tháng 3, 1989 (21 tuổi)   | 6       | Partizan                |
| 20 | HV | Neven Subotić      | 10 tháng 12, 1988 (21 tuổi) | 10      | Borussia Dortmund       |
| 21 | TĐ | Dragan Mrđa        | 23 tháng 1, 1984 (26 tuổi)  | 3       | Vojvodina               |
| 22 | TV | Zdravko Kuzmanović | 22 tháng 9, 1987 (22 tuổi)  | 25      | Stuttgart               |
| 23 | TM | Anđelko Đuričić    | 21 tháng 11, 1980 (29 tuổi) | 0       | União Leiria            |

### Ghana
Huấn luyện viên trưởng:  Milovan Rajevac
| Số | Vt | Cầu thủ              | Ngày sinh (tuổi)            | Số trận | Câu lạc bộ            |
| -- | -- | -------------------- | --------------------------- | ------- | --------------------- |
| 1  | TM | Daniel Adjei         | 10 tháng 11, 1989 (20 tuổi) | 2       | Liberty Professionals |
| 2  | HV | Hans Sarpei          | 28 tháng 6, 1976 (33 tuổi)  | 23      | Bayer Leverkusen      |
| 3  | TĐ | Asamoah Gyan         | 22 tháng 11, 1985 (24 tuổi) | 32      | Rennes                |
| 4  | HV | John Paintsil        | 15 tháng 6, 1981 (28 tuổi)  | 65      | Fulham                |
| 5  | HV | John Mensah          | 29 tháng 11, 1982 (27 tuổi) | 58      | Sunderland            |
| 6  | TV | Anthony Annan        | 21 tháng 7, 1986 (23 tuổi)  | 38      | Rosenborg             |
| 7  | HV | Samuel Inkoom        | 22 tháng 8, 1989 (20 tuổi)  | 15      | Basel                 |
| 8  | HV | Jonathan Mensah      | 13 tháng 7, 1990 (19 tuổi)  | 19      | Free State Stars      |
| 9  | TV | Derek Boateng        | 2 tháng 4, 1983 (27 tuổi)   | 19      | Getafe                |
| 10 | TV | Stephen Appiah       | 24 tháng 12, 1980 (29 tuổi) | 56      | Bologna               |
| 11 | TV | Sulley Muntari       | 27 tháng 8, 1984 (25 tuổi)  | 52      | Internazionale        |
| 12 | TĐ | Prince Tagoe         | 9 tháng 11, 1986 (23 tuổi)  | 17      | Hoffenheim            |
| 13 | TV | André Ayew           | 17 tháng 12, 1989 (20 tuổi) | 15      | Arles-Avignon         |
| 14 | TĐ | Matthew Amoah        | 24 tháng 10, 1980 (29 tuổi) | 31      | NAC                   |
| 15 | HV | Isaac Vorsah         | 21 tháng 6, 1988 (21 tuổi)  | 6       | Hoffenheim            |
| 16 | TM | Stephen Ahorlu       | 10 tháng 5, 1989 (21 tuổi)  | 0       | Heart of Lions        |
| 17 | HV | Abdul Rahim Ayew     | 16 tháng 4, 1988 (22 tuổi)  | 15      | Zamalek               |
| 18 | TĐ | Dominic Adiyiah      | 29 tháng 11, 1989 (20 tuổi) | 4       | Milan                 |
| 19 | HV | Lee Addy             | 26 tháng 9, 1985 (24 tuổi)  | 3       | Bechem Chelsea        |
| 20 | TV | Quincy Owusu-Abeyie  | 15 tháng 4, 1986 (24 tuổi)  | 12      | Al-Sadd               |
| 21 | TV | Kwadwo Asamoah       | 9 tháng 9, 1988 (22 tuổi)   | 29      | Udinese               |
| 22 | TM | Richard Kingson      | 13 tháng 6, 1978 (31 tuổi)  | 58      | Wigan Athletic        |
| 23 | TV | Kevin-Prince Boateng | 6 tháng 3, 1987 (23 tuổi)   | 0       | Portsmouth            |

## Bảng E

### Hà Lan
Huấn luyện viên trưởng:  Bert van Marwijk
| Số | Vt | Cầu thủ                  | Ngày sinh (tuổi)            | Số trận | Câu lạc bộ      |
| -- | -- | ------------------------ | --------------------------- | ------- | --------------- |
| 1  | TM | Maarten Stekelenburg     | 22 tháng 9, 1982 (27 tuổi)  | 25      | Ajax            |
| 2  | HV | Gregory van der Wiel     | 3 tháng 2, 1988 (22 tuổi)   | 8       | Ajax            |
| 3  | HV | John Heitinga            | 15 tháng 11, 1983 (26 tuổi) | 51      | Everton         |
| 4  | HV | Joris Mathijsen          | 5 tháng 4, 1980 (30 tuổi)   | 53      | Hamburg         |
| 5  | HV | Giovanni van Bronckhorst | 5 tháng 2, 1975 (35 tuổi)   | 97      | Feyenoord       |
| 6  | TV | Mark van Bommel          | 22 tháng 4, 1977 (33 tuổi)  | 54      | Bayern Munich   |
| 7  | TĐ | Dirk Kuyt                | 22 tháng 7, 1980 (29 tuổi)  | 60      | Liverpool       |
| 8  | TV | Nigel de Jong            | 30 tháng 11, 1984 (25 tuổi) | 40      | Manchester City |
| 9  | TĐ | Robin van Persie         | 6 tháng 8, 1983 (26 tuổi)   | 41      | Arsenal         |
| 10 | TV | Wesley Sneijder          | 9 tháng 6, 1984 (26 tuổi)   | 59      | Internazionale  |
| 11 | TĐ | Arjen Robben             | 23 tháng 1, 1984 (26 tuổi)  | 46      | Bayern Munich   |
| 12 | HV | Khalid Boulahrouz        | 28 tháng 12, 1981 (28 tuổi) | 28      | Stuttgart       |
| 13 | HV | André Ooijer             | 11 tháng 7, 1974 (35 tuổi)  | 53      | PSV             |
| 14 | TV | Demy de Zeeuw            | 26 tháng 5, 1983 (27 tuổi)  | 23      | Ajax            |
| 15 | HV | Edson Braafheid          | 8 tháng 4, 1983 (27 tuổi)   | 5       | Celtic          |
| 16 | TM | Michel Vorm              | 20 tháng 10, 1983 (26 tuổi) | 3       | Utrecht         |
| 17 | TĐ | Eljero Elia              | 13 tháng 2, 1987 (23 tuổi)  | 5       | Hamburg         |
| 18 | TV | Stijn Schaars            | 11 tháng 1, 1984 (26 tuổi)  | 11      | AZ              |
| 19 | TĐ | Ryan Babel               | 19 tháng 12, 1986 (23 tuổi) | 38      | Liverpool       |
| 20 | TV | Ibrahim Afellay          | 2 tháng 4, 1986 (24 tuổi)   | 20      | PSV             |
| 21 | TĐ | Klaas-Jan Huntelaar      | 12 tháng 8, 1983 (26 tuổi)  | 30      | Milan           |
| 22 | TM | Sander Boschker          | 20 tháng 10, 1970 (39 tuổi) | 0       | Twente          |
| 23 | TV | Rafael van der Vaart     | 11 tháng 2, 1983 (27 tuổi)  | 75      | Real Madrid     |

### Đan Mạch
Huấn luyện viên trưởng:  Morten Olsen
| Số | Vt | Cầu thủ             | Ngày sinh (tuổi)            | Số trận | Câu lạc bộ       |
| -- | -- | ------------------- | --------------------------- | ------- | ---------------- |
| 1  | TM | Thomas Sørensen     | 12 tháng 6, 1976 (33 tuổi)  | 86      | Stoke City       |
| 2  | TV | Christian Poulsen   | 28 tháng 2, 1980 (30 tuổi)  | 72      | Juventus         |
| 3  | HV | Simon Kjær          | 26 tháng 3, 1989 (21 tuổi)  | 9       | Palermo          |
| 4  | HV | Daniel Agger        | 12 tháng 12, 1984 (25 tuổi) | 30      | Liverpool        |
| 5  | HV | William Kvist       | 24 tháng 2, 1985 (25 tuổi)  | 13      | København        |
| 6  | HV | Lars Jacobsen       | 20 tháng 9, 1979 (30 tuổi)  | 29      | Blackburn Rovers |
| 7  | TV | Daniel Jensen       | 25 tháng 6, 1979 (30 tuổi)  | 47      | Werder Bremen    |
| 8  | TV | Jesper Grønkjær     | 12 tháng 8, 1977 (32 tuổi)  | 76      | København        |
| 9  | TĐ | Jon Dahl Tomasson   | 29 tháng 8, 1976 (33 tuổi)  | 108     | Feyenoord        |
| 10 | TV | Martin Jørgensen    | 6 tháng 10, 1975 (34 tuổi)  | 94      | AGF              |
| 11 | TĐ | Nicklas Bendtner    | 16 tháng 1, 1988 (22 tuổi)  | 32      | Arsenal          |
| 12 | TV | Thomas Kahlenberg   | 20 tháng 3, 1983 (27 tuổi)  | 30      | Wolfsburg        |
| 13 | HV | Per Krøldrup        | 31 tháng 7, 1979 (30 tuổi)  | 28      | Fiorentina       |
| 14 | TV | Jakob Poulsen       | 7 tháng 7, 1983 (26 tuổi)   | 11      | AGF              |
| 15 | HV | Simon Poulsen       | 7 tháng 10, 1984 (25 tuổi)  | 4       | AZ               |
| 16 | TM | Stephan Andersen    | 26 tháng 11, 1981 (28 tuổi) | 5       | Brøndby          |
| 17 | TV | Mikkel Beckmann     | 24 tháng 10, 1983 (26 tuổi) | 3       | Randers          |
| 18 | TĐ | Søren Larsen        | 6 tháng 9, 1981 (28 tuổi)   | 17      | MSV Duisburg     |
| 19 | TV | Dennis Rommedahl    | 22 tháng 7, 1978 (31 tuổi)  | 94      | Ajax             |
| 20 | TV | Thomas Enevoldsen   | 27 tháng 7, 1987 (22 tuổi)  | 4       | Groningen        |
| 21 | TV | Christian Eriksen   | 14 tháng 2, 1992 (18 tuổi)  | 2       | Ajax             |
| 22 | TM | Jesper Christiansen | 24 tháng 4, 1978 (32 tuổi)  | 11      | København        |
| 23 | HV | Patrick Mtiliga     | 28 tháng 1, 1981 (29 tuổi)  | 2       | Málaga           |

### Nhật Bản
Huấn luyện viên trưởng:  Okada Takeshi
| Số | Vt | Cầu thủ              | Ngày sinh (tuổi)            | Số trận | Câu lạc bộ          |
| -- | -- | -------------------- | --------------------------- | ------- | ------------------- |
| 1  | TM | Narazaki Seigo       | 15 tháng 4, 1976 (34 tuổi)  | 75      | Nagoya Grampus      |
| 2  | TV | Abe Yuki             | 6 tháng 9, 1981 (28 tuổi)   | 42      | Urawa Red Diamonds  |
| 3  | HV | Komano Yūichi        | 25 tháng 7, 1981 (28 tuổi)  | 51      | Júbilo Iwata        |
| 4  | HV | Marcus Tulio Tanaka  | 24 tháng 4, 1981 (29 tuổi)  | 37      | Nagoya Grampus      |
| 5  | HV | Nagatomo Yuto        | 12 tháng 9, 1986 (23 tuổi)  | 23      | FC Tokyo            |
| 6  | HV | Uchida Atsuto        | 27 tháng 3, 1988 (22 tuổi)  | 31      | Kashima Antlers     |
| 7  | TV | Endō Yasuhito        | 28 tháng 1, 1980 (30 tuổi)  | 91      | Gamba Osaka         |
| 8  | TV | Matsui Daisuke       | 11 tháng 5, 1981 (29 tuổi)  | 22      | Grenoble            |
| 9  | TĐ | Okazaki Shinji       | 16 tháng 4, 1986 (24 tuổi)  | 25      | Shimizu S-Pulse     |
| 10 | TV | Nakamura Shunsuke    | 24 tháng 6, 1978 (31 tuổi)  | 95      | Yokohama F. Marinos |
| 11 | TĐ | Tamada Keiji         | 11 tháng 4, 1980 (30 tuổi)  | 68      | Nagoya Grampus      |
| 12 | TĐ | Yano Kisho           | 5 tháng 4, 1984 (26 tuổi)   | 17      | Albirex Niigata     |
| 13 | HV | Iwamasa Daiki        | 30 tháng 1, 1982 (28 tuổi)  | 2       | Kashima Antlers     |
| 14 | TV | Nakamura Kengo       | 31 tháng 10, 1980 (29 tuổi) | 45      | Kawasaki Frontale   |
| 15 | HV | Konno Yasuyuki       | 25 tháng 1, 1983 (27 tuổi)  | 34      | FC Tokyo            |
| 16 | TĐ | Okubo Yoshito        | 9 tháng 6, 1982 (28 tuổi)   | 46      | Vissel Kobe         |
| 17 | TV | Hasebe Makoto        | 18 tháng 1, 1984 (26 tuổi)  | 28      | Wolfsburg           |
| 18 | TV | Honda Keisuke        | 13 tháng 6, 1986 (23 tuổi)  | 12      | CSKA Moscow         |
| 19 | TĐ | Morimoto Takayuki    | 7 tháng 5, 1988 (22 tuổi)   | 3       | Catania             |
| 20 | TV | Inamoto Junichi      | 18 tháng 9, 1979 (30 tuổi)  | 79      | Kawasaki Frontale   |
| 21 | TM | Kawashima Eiji       | 20 tháng 3, 1983 (27 tuổi)  | 8       | Kawasaki Frontale   |
| 22 | HV | Nakazawa Yuji        | 15 tháng 2, 1978 (32 tuổi)  | 102     | Yokohama F. Marinos |
| 23 | TM | Kawaguchi Yoshikatsu | 15 tháng 8, 1975 (34 tuổi)  | 116     | Júbilo Iwata        |

### Cameroon
Huấn luyện viên trưởng:  Paul Le Guen
| Số | Vt | Cầu thủ             | Ngày sinh (tuổi)            | Số trận | Câu lạc bộ        |
| -- | -- | ------------------- | --------------------------- | ------- | ----------------- |
| 1  | TM | Carlos Kameni       | 18 tháng 2, 1984 (26 tuổi)  | 58      | Espanyol          |
| 2  | HV | Benoît Assou-Ekotto | 24 tháng 3, 1984 (26 tuổi)  | 4       | Tottenham Hotspur |
| 3  | HV | Nicolas N'Koulou    | 27 tháng 3, 1990 (20 tuổi)  | 6       | Monaco            |
| 4  | HV | Rigobert Song       | 1 tháng 7, 1976 (33 tuổi)   | 133     | Trabzonspor       |
| 5  | HV | Sébastien Bassong   | 9 tháng 7, 1986 (23 tuổi)   | 3       | Tottenham Hotspur |
| 6  | TV | Alexandre Song      | 9 tháng 9, 1987 (22 tuổi)   | 20      | Arsenal           |
| 7  | TV | Landry N'Guémo      | 28 tháng 11, 1985 (24 tuổi) | 17      | Celtic            |
| 8  | HV | Geremi              | 20 tháng 12, 1978 (31 tuổi) | 109     | Ankaragücü        |
| 9  | TĐ | Samuel Eto'o        | 10 tháng 3, 1981 (29 tuổi)  | 92      | Internazionale    |
| 10 | TĐ | Achille Emana       | 5 tháng 6, 1982 (28 tuổi)   | 32      | Real Betis        |
| 11 | TV | Jean Makoun         | 29 tháng 5, 1983 (27 tuổi)  | 46      | Lyon              |
| 12 | HV | Gaëtan Bong         | 25 tháng 4, 1988 (22 tuổi)  | 0       | Valenciennes      |
| 13 | HV | Aurélien Chedjou    | 20 tháng 6, 1985 (24 tuổi)  | 8       | Lille             |
| 14 | TĐ | Eric Choupo-Moting  | 23 tháng 3, 1989 (21 tuổi)  | 0       | Nuremberg         |
| 15 | TĐ | Pierre Webó         | 20 tháng 1, 1982 (28 tuổi)  | 39      | Mallorca          |
| 16 | TM | Souleymanou Hamidou | 22 tháng 11, 1973 (36 tuổi) | 40      | Kayserispor       |
| 17 | TĐ | Mohammadou Idrissou | 8 tháng 3, 1980 (30 tuổi)   | 28      | Freiburg          |
| 18 | TV | Eyong Enoh          | 23 tháng 3, 1986 (24 tuổi)  | 12      | Ajax              |
| 19 | HV | Stephane Mbia       | 20 tháng 5, 1986 (24 tuổi)  | 29      | Marseille         |
| 20 | TV | Georges Mandjeck    | 9 tháng 12, 1988 (21 tuổi)  | 4       | Kaiserslautern    |
| 21 | TV | Joel Matip          | 8 tháng 8, 1991 (18 tuổi)   | 1       | Schalke           |
| 22 | TM | Guy N'dy Assembé    | 28 tháng 2, 1986 (24 tuổi)  | 0       | Valenciennes      |
| 23 | TĐ | Vincent Aboubakar   | 22 tháng 1, 1992 (18 tuổi)  | 0       | Cotonsport Garoua |

## Bảng F

### Ý
Huấn luyện viên trưởng:  Marcello Lippi 
| Số | Vt | Cầu thủ             | Ngày sinh (tuổi)            | Số trận | Câu lạc bộ |
| -- | -- | ------------------- | --------------------------- | ------- | ---------- |
| 1  | TM | Gianluigi Buffon    | 28 tháng 1, 1978 (32 tuổi)  | 100     | Juventus   |
| 2  | HV | Christian Maggio    | 11 tháng 2, 1982 (28 tuổi)  | 3       | Napoli     |
| 3  | HV | Domenico Criscito   | 30 tháng 12, 1986 (23 tuổi) | 5       | Genoa      |
| 4  | HV | Giorgio Chiellini   | 14 tháng 8, 1984 (25 tuổi)  | 28      | Juventus   |
| 5  | HV | Fabio Cannavaro     | 13 tháng 9, 1973 (36 tuổi)  | 132     | Juventus   |
| 6  | TV | Daniele De Rossi    | 24 tháng 7, 1983 (26 tuổi)  | 52      | Roma       |
| 7  | TV | Simone Pepe         | 30 tháng 8, 1983 (26 tuổi)  | 13      | Udinese    |
| 8  | TV | Gennaro Gattuso     | 9 tháng 1, 1978 (32 tuổi)   | 71      | Milan      |
| 9  | TĐ | Vincenzo Iaquinta   | 21 tháng 11, 1979 (30 tuổi) | 35      | Juventus   |
| 10 | TĐ | Antonio Di Natale   | 13 tháng 2, 1979 (31 tuổi)  | 31      | Udinese    |
| 11 | TĐ | Alberto Gilardino   | 5 tháng 7, 1982 (27 tuổi)   | 39      | Fiorentina |
| 12 | TM | Federico Marchetti  | 7 tháng 2, 1983 (27 tuổi)   | 4       | Cagliari   |
| 13 | HV | Salvatore Bocchetti | 30 tháng 11, 1986 (23 tuổi) | 3       | Genoa      |
| 14 | TM | Morgan De Sanctis   | 27 tháng 3, 1977 (33 tuổi)  | 3       | Napoli     |
| 15 | TV | Claudio Marchisio   | 19 tháng 1, 1986 (24 tuổi)  | 3       | Juventus   |
| 16 | TV | Mauro Camoranesi    | 4 tháng 10, 1976 (33 tuổi)  | 53      | Juventus   |
| 17 | TV | Angelo Palombo      | 25 tháng 9, 1981 (28 tuổi)  | 15      | Sampdoria  |
| 18 | TĐ | Fabio Quagliarella  | 31 tháng 1, 1983 (27 tuổi)  | 18      | Napoli     |
| 19 | HV | Gianluca Zambrotta  | 19 tháng 2, 1977 (33 tuổi)  | 92      | Milan      |
| 20 | TĐ | Giampaolo Pazzini   | 2 tháng 8, 1984 (25 tuổi)   | 6       | Sampdoria  |
| 21 | TV | Andrea Pirlo        | 19 tháng 5, 1979 (31 tuổi)  | 65      | Milan      |
| 22 | TV | Riccardo Montolivo  | 18 tháng 1, 1985 (25 tuổi)  | 12      | Fiorentina |
| 23 | HV | Leonardo Bonucci    | 1 tháng 5, 1987 (23 tuổi)   | 1       | Bari       |

### Paraguay
Huấn luyện viên trưởng:  Gerardo Martino 
| Số | Vt | Cầu thủ             | Ngày sinh (tuổi)            | Số trận | Câu lạc bộ             |
| -- | -- | ------------------- | --------------------------- | ------- | ---------------------- |
| 1  | TM | Justo Villar        | 30 tháng 6, 1977 (32 tuổi)  | 71      | Real Valladolid        |
| 2  | HV | Darío Verón         | 26 tháng 6, 1979 (30 tuổi)  | 27      | UNAM                   |
| 3  | HV | Claudio Morel       | 2 tháng 2, 1978 (32 tuổi)   | 25      | Boca Juniors           |
| 4  | HV | Denis Caniza        | 29 tháng 8, 1974 (35 tuổi)  | 95      | León                   |
| 5  | HV | Julio César Cáceres | 5 tháng 10, 1979 (30 tuổi)  | 59      | Atlético Mineiro       |
| 6  | HV | Carlos Bonet        | 2 tháng 10, 1977 (32 tuổi)  | 60      | Olimpia                |
| 7  | TĐ | Oscar Cardozo       | 20 tháng 5, 1983 (27 tuổi)  | 29      | Benfica                |
| 8  | TV | Édgar Barreto       | 15 tháng 7, 1984 (25 tuổi)  | 47      | Atalanta               |
| 9  | TĐ | Roque Santa Cruz    | 16 tháng 8, 1981 (28 tuổi)  | 66      | Manchester City        |
| 10 | TĐ | Édgar Benítez       | 8 tháng 11, 1987 (22 tuổi)  | 12      | Pachuca                |
| 11 | TV | Jonathan Santana    | 19 tháng 10, 1981 (28 tuổi) | 21      | Wolfsburg              |
| 12 | TM | Diego Barreto       | 16 tháng 7, 1981 (28 tuổi)  | 2       | Cerro Porteño          |
| 13 | TV | Enrique Vera        | 10 tháng 3, 1979 (31 tuổi)  | 25      | LDU Quito              |
| 14 | HV | Paulo da Silva      | 1 tháng 2, 1980 (30 tuổi)   | 67      | Sunderland             |
| 15 | TV | Víctor Cáceres      | 25 tháng 3, 1985 (25 tuổi)  | 25      | Libertad               |
| 16 | TV | Cristian Riveros    | 16 tháng 10, 1982 (27 tuổi) | 45      | Cruz Azul              |
| 17 | HV | Aureliano Torres    | 16 tháng 6, 1982 (27 tuổi)  | 25      | San Lorenzo            |
| 18 | TĐ | Nelson Valdez       | 28 tháng 11, 1983 (26 tuổi) | 38      | Borussia Dortmund      |
| 19 | TĐ | Lucas Barrios       | 13 tháng 11, 1984 (25 tuổi) | 0       | Borussia Dortmund      |
| 20 | TV | Néstor Ortigoza     | 7 tháng 10, 1984 (25 tuổi)  | 3       | Argentinos Juniors     |
| 21 | HV | Antolín Alcaraz     | 30 tháng 7, 1982 (27 tuổi)  | 5       | Club Brugge            |
| 22 | TM | Aldo Bobadilla      | 20 tháng 4, 1976 (34 tuổi)  | 18      | Independiente Medellín |
| 23 | TĐ | Rodolfo Gamarra     | 10 tháng 12, 1988 (21 tuổi) | 2       | Libertad               |

### New Zealand
Huấn luyện viên trưởng:  Ricki Herbert
| Số | Vt | Cầu thủ            | Ngày sinh (tuổi)            | Số trận | Câu lạc bộ           |
| -- | -- | ------------------ | --------------------------- | ------- | -------------------- |
| 1  | TM | Mark Paston        | 13 tháng 12, 1976 (33 tuổi) | 20      | Wellington Phoenix   |
| 2  | HV | Ben Sigmund        | 3 tháng 2, 1981 (29 tuổi)   | 13      | Wellington Phoenix   |
| 3  | HV | Tony Lochhead      | 12 tháng 1, 1982 (28 tuổi)  | 27      | Wellington Phoenix   |
| 4  | HV | Winston Reid       | 3 tháng 7, 1988 (21 tuổi)   | 0       | Midtjylland          |
| 5  | HV | Ivan Vicelich      | 3 tháng 9, 1976 (33 tuổi)   | 65      | Auckland City        |
| 6  | HV | Ryan Nelsen        | 18 tháng 10, 1977 (32 tuổi) | 38      | Blackburn Rovers     |
| 7  | TV | Simon Elliott      | 10 tháng 6, 1974 (36 tuổi)  | 60      | cầu thủ tự do        |
| 8  | TV | Tim Brown          | 6 tháng 3, 1981 (29 tuổi)   | 24      | Wellington Phoenix   |
| 9  | TĐ | Shane Smeltz       | 29 tháng 9, 1981 (28 tuổi)  | 27      | Gold Coast United    |
| 10 | TĐ | Chris Killen       | 8 tháng 10, 1981 (28 tuổi)  | 30      | Middlesbrough        |
| 11 | TV | Leo Bertos         | 20 tháng 12, 1981 (28 tuổi) | 31      | Wellington Phoenix   |
| 12 | TM | Glen Moss          | 19 tháng 1, 1983 (27 tuổi)  | 15      | Melbourne Victory    |
| 13 | TV | Michael McGlinchey | 7 tháng 1, 1987 (23 tuổi)   | 4       | Motherwell           |
| 14 | TĐ | Rory Fallon        | 20 tháng 3, 1982 (28 tuổi)  | 4       | Plymouth Argyle      |
| 15 | TV | Jeremy Brockie     | 7 tháng 10, 1987 (22 tuổi)  | 15      | Newcastle Jets       |
| 16 | TV | Andy Barron        | 24 tháng 12, 1980 (29 tuổi) | 11      | Team Wellington      |
| 17 | TV | David Mulligan     | 24 tháng 3, 1982 (28 tuổi)  | 25      | cầu thủ tự do        |
| 18 | HV | Andrew Boyens      | 18 tháng 9, 1983 (26 tuổi)  | 14      | New York Red Bulls   |
| 19 | HV | Tommy Smith        | 31 tháng 3, 1990 (20 tuổi)  | 1       | Ipswich Town         |
| 20 | TĐ | Chris Wood         | 7 tháng 12, 1991 (18 tuổi)  | 6       | West Bromwich Albion |
| 21 | TV | Jeremy Christie    | 22 tháng 5, 1983 (27 tuổi)  | 20      | Tampa Bay            |
| 22 | TV | Aaron Clapham      | 1 tháng 1, 1987 (23 tuổi)   | 0       | Canterbury United    |
| 23 | TM | James Bannatyne    | 30 tháng 6, 1975 (34 tuổi)  | 3       | Team Wellington      |

### Slovakia
Huấn luyện viên trưởng:  Vladimír Weiss 
| Số | Vt | Cầu thủ           | Ngày sinh (tuổi)            | Số trận | Câu lạc bộ           |
| -- | -- | ----------------- | --------------------------- | ------- | -------------------- |
| 1  | TM | Ján Mucha         | 5 tháng 12, 1982 (27 tuổi)  | 14      | Legia Warszawa       |
| 2  | HV | Martin Petráš     | 2 tháng 11, 1979 (30 tuổi)  | 38      | Cesena               |
| 3  | HV | Martin Škrtel     | 15 tháng 12, 1984 (25 tuổi) | 37      | Liverpool            |
| 4  | HV | Marek Čech        | 26 tháng 1, 1983 (27 tuổi)  | 38      | West Bromwich Albion |
| 5  | HV | Radoslav Zabavník | 16 tháng 9, 1980 (29 tuổi)  | 42      | Mainz                |
| 6  | TV | Zdeno Štrba       | 9 tháng 6, 1976 (34 tuổi)   | 20      | Skoda Xanthi         |
| 7  | TV | Vladimír Weiss    | 30 tháng 11, 1989 (20 tuổi) | 7       | Bolton Wanderers     |
| 8  | TV | Ján Kozák         | 22 tháng 4, 1980 (30 tuổi)  | 22      | Timişoara            |
| 9  | TV | Stanislav Šesták  | 16 tháng 12, 1982 (27 tuổi) | 29      | Bochum               |
| 10 | TV | Marek Sapara      | 31 tháng 7, 1982 (27 tuổi)  | 24      | Ankaragücü           |
| 11 | TĐ | Róbert Vittek     | 1 tháng 4, 1982 (28 tuổi)   | 69      | Ankaragücü           |
| 12 | TM | Dušan Perniš      | 28 tháng 11, 1984 (25 tuổi) | 1       | Dundee United        |
| 13 | TĐ | Filip Hološko     | 17 tháng 1, 1984 (26 tuổi)  | 37      | Beşiktaş             |
| 14 | TĐ | Martin Jakubko    | 26 tháng 2, 1980 (30 tuổi)  | 21      | Saturn Moscow        |
| 15 | TV | Miroslav Stoch    | 19 tháng 10, 1989 (20 tuổi) | 10      | Twente               |
| 16 | HV | Ján Ďurica        | 10 tháng 12, 1981 (28 tuổi) | 35      | Hannover 96          |
| 17 | TV | Marek Hamšík      | 27 tháng 7, 1987 (22 tuổi)  | 30      | Napoli               |
| 18 | TĐ | Erik Jendrišek    | 26 tháng 10, 1986 (23 tuổi) | 13      | Kaiserslautern       |
| 19 | TV | Juraj Kucka       | 26 tháng 2, 1987 (23 tuổi)  | 5       | Sparta Prague        |
| 20 | TV | Kamil Kopúnek     | 18 tháng 5, 1984 (26 tuổi)  | 7       | Spartak Trnava       |
| 21 | HV | Kornel Saláta     | 4 tháng 1, 1985 (25 tuổi)   | 3       | Slovan Bratislava    |
| 22 | TM | Dušan Kuciak      | 21 tháng 5, 1985 (25 tuổi)  | 2       | FC Vaslui            |
| 23 | HV | Peter Pekarík     | 30 tháng 10, 1986 (23 tuổi) | 19      | Wolfsburg            |

## Bảng G

### Brasil
Huấn luyện viên trưởng:  Dunga
| Số | Vt | Cầu thủ        | Ngày sinh (tuổi)            | Số trận | Câu lạc bộ        |
| -- | -- | -------------- | --------------------------- | ------- | ----------------- |
| 1  | TM | Júlio César    | 3 tháng 9, 1979 (30 tuổi)   | 47      | Internazionale    |
| 2  | HV | Maicon         | 26 tháng 7, 1981 (28 tuổi)  | 56      | Internazionale    |
| 3  | HV | Lúcio          | 8 tháng 5, 1978 (32 tuổi)   | 89      | Internazionale    |
| 4  | HV | Juan           | 1 tháng 2, 1979 (31 tuổi)   | 73      | Roma              |
| 5  | TV | Felipe Melo    | 26 tháng 8, 1983 (26 tuổi)  | 16      | Juventus          |
| 6  | HV | Michel Bastos  | 2 tháng 8, 1983 (26 tuổi)   | 3       | Lyon              |
| 7  | TV | Elano          | 14 tháng 6, 1981 (28 tuổi)  | 41      | Galatasaray       |
| 8  | TV | Gilberto Silva | 7 tháng 10, 1976 (33 tuổi)  | 86      | Panathinaikos     |
| 9  | TĐ | Luís Fabiano   | 8 tháng 11, 1980 (29 tuổi)  | 36      | Sevilla           |
| 10 | TV | Kaká           | 22 tháng 4, 1982 (28 tuổi)  | 76      | Real Madrid       |
| 11 | TĐ | Robinho        | 25 tháng 1, 1984 (26 tuổi)  | 73      | Santos            |
| 12 | TM | Gomes          | 15 tháng 2, 1981 (29 tuổi)  | 9       | Tottenham Hotspur |
| 13 | HV | Daniel Alves   | 6 tháng 5, 1983 (27 tuổi)   | 33      | Barcelona         |
| 14 | HV | Luisão         | 13 tháng 2, 1981 (29 tuổi)  | 40      | Benfica           |
| 15 | HV | Thiago Silva   | 22 tháng 9, 1984 (25 tuổi)  | 4       | Milan             |
| 16 | HV | Gilberto       | 25 tháng 4, 1976 (34 tuổi)  | 32      | Cruzeiro          |
| 17 | TV | Josué          | 19 tháng 7, 1979 (30 tuổi)  | 26      | Wolfsburg         |
| 18 | TV | Ramires        | 24 tháng 3, 1987 (23 tuổi)  | 11      | Benfica           |
| 19 | TV | Júlio Baptista | 1 tháng 10, 1981 (28 tuổi)  | 45      | Roma              |
| 20 | TV | Kléberson      | 19 tháng 6, 1979 (30 tuổi)  | 31      | Flamengo          |
| 21 | TĐ | Nilmar         | 14 tháng 7, 1984 (25 tuổi)  | 15      | Villarreal        |
| 22 | TM | Doni           | 22 tháng 10, 1979 (30 tuổi) | 10      | Roma              |
| 23 | TĐ | Grafite        | 2 tháng 4, 1979 (31 tuổi)   | 2       | Wolfsburg         |

### Bắc Triều Tiên
Huấn luyện viên trưởng:  Kim Jong-Hun
| Số | Vt | Cầu thủ       | Ngày sinh (tuổi)            | Số trận | Câu lạc bộ        |
| -- | -- | ------------- | --------------------------- | ------- | ----------------- |
| 1  | TM | Ri Myong-Guk  | 9 tháng 9, 1986 (23 tuổi)   | 28      | Pyongyang City    |
| 2  | HV | Cha Jong-Hyok | 25 tháng 9, 1985 (24 tuổi)  | 31      | Amrokgang         |
| 3  | HV | Ri Jun-Il     | 24 tháng 8, 1987 (22 tuổi)  | 26      | Sobaeksu          |
| 4  | TV | Pak Nam-Chol  | 2 tháng 7, 1985 (24 tuổi)   | 35      | April 25          |
| 5  | HV | Ri Kwang-Chon | 4 tháng 9, 1985 (24 tuổi)   | 41      | April 25          |
| 6  | TĐ | Kim Kum-Il    | 10 tháng 10, 1987 (22 tuổi) | 11      | April 25          |
| 7  | TĐ | An Chol-Hyok  | 27 tháng 6, 1985 (24 tuổi)  | 16      | Rimyongsu         |
| 8  | HV | Ji Yun-Nam    | 20 tháng 11, 1976 (33 tuổi) | 23      | April 25          |
| 9  | TĐ | Jong Tae-Se   | 2 tháng 3, 1984 (26 tuổi)   | 20      | Kawasaki Frontale |
| 10 | TĐ | Hong Yong-Jo  | 22 tháng 5, 1982 (28 tuổi)  | 40      | Rostov            |
| 11 | TV | Mun In-Guk    | 29 tháng 9, 1978 (31 tuổi)  | 42      | April 25          |
| 12 | TĐ | Choe Kum-Chol | 9 tháng 2, 1987 (23 tuổi)   | 16      | April 25          |
| 13 | HV | Pak Chol-Jin  | 5 tháng 9, 1985 (24 tuổi)   | 34      | Amrokgang         |
| 14 | HV | Pak Nam-Chol  | 3 tháng 10, 1988 (21 tuổi)  | 12      | Amrokgang         |
| 15 | TV | Kim Yong-Jun  | 19 tháng 7, 1983 (26 tuổi)  | 52      | Pyongyang City    |
| 16 | HV | Nam Song-Chol | 7 tháng 5, 1982 (28 tuổi)   | 41      | April 25          |
| 17 | TV | Ahn Young-Hak | 25 tháng 10, 1978 (31 tuổi) | 24      | Omiya Ardija      |
| 18 | TM | Kim Myong-Gil | 16 tháng 10, 1984 (25 tuổi) | 10      | Amrokgang         |
| 19 | TV | Ri Chol-Myong | 18 tháng 2, 1988 (22 tuổi)  | 10      | Pyongyang City    |
| 20 | TM | Kim Myong-Won | 15 tháng 7, 1983 (26 tuổi)  | 9       | Amrokgang *       |
| 20 | HV | Ri Kwang-Hyok | 17 tháng 8, 1987 (22 tuổi)  | 15      | Kyonggongop       |
| 22 | TV | Kim Kyong-Il  | 11 tháng 12, 1988 (21 tuổi) | 7       | Rimyongsu         |
| 23 | TV | Pak Sung-Hyok | 30 tháng 5, 1990 (20 tuổi)  | 3       | Sobaeksu          |

- Kim Myong-Won là một tiền đạo, nhưng được đăng ký như một trong ba thủ môn bắt buộc.

### Côte d'Ivoire
Huấn luyện viên trưởng:  Sven-Göran Eriksson
| Số | Vt | Cầu thủ            | Ngày sinh (tuổi)            | Số trận | Câu lạc bộ      |
| -- | -- | ------------------ | --------------------------- | ------- | --------------- |
| 1  | TM | Boubacar Barry     | 30 tháng 12, 1979 (30 tuổi) | 45      | Lokeren         |
| 2  | HV | Benjamin Angoua    | 28 tháng 11, 1986 (23 tuổi) | 7       | Valenciennes    |
| 3  | HV | Arthur Boka        | 2 tháng 4, 1983 (27 tuổi)   | 54      | Stuttgart       |
| 4  | HV | Kolo Touré         | 19 tháng 3, 1981 (29 tuổi)  | 76      | Manchester City |
| 5  | TV | Didier Zokora      | 14 tháng 12, 1980 (29 tuổi) | 80      | Sevilla         |
| 6  | TV | Yaya Touré         | 13 tháng 5, 1983 (27 tuổi)  | 47      | Barcelona       |
| 7  | TĐ | Seydou Doumbia     | 31 tháng 12, 1987 (22 tuổi) | 5       | Young Boys      |
| 8  | TĐ | Salomon Kalou      | 5 tháng 8, 1985 (24 tuổi)   | 28      | Chelsea         |
| 9  | TV | Cheick Tioté       | 21 tháng 6, 1986 (23 tuổi)  | 8       | Twente          |
| 10 | TĐ | Gervinho           | 27 tháng 5, 1987 (23 tuổi)  | 15      | Lille           |
| 11 | TĐ | Didier Drogba      | 11 tháng 3, 1978 (32 tuổi)  | 63      | Chelsea         |
| 12 | HV | Steve Gohouri      | 8 tháng 2, 1981 (29 tuổi)   | 11      | Wigan Athletic  |
| 13 | TV | Jean-Jacques Gosso | 15 tháng 3, 1983 (27 tuổi)  | 6       | Monaco          |
| 14 | TV | Koffi Romaric      | 4 tháng 6, 1983 (27 tuổi)   | 38      | Sevilla         |
| 15 | TĐ | Aruna Dindane      | 26 tháng 11, 1980 (29 tuổi) | 54      | Portsmouth      |
| 16 | TM | Aristide Zogbo     | 30 tháng 12, 1981 (28 tuổi) | 6       | Maccabi Netanya |
| 17 | HV | Siaka Tiéné        | 22 tháng 3, 1982 (28 tuổi)  | 55      | Valenciennes    |
| 18 | TV | Abdul Kader Keïta  | 6 tháng 8, 1981 (28 tuổi)   | 55      | Galatasaray     |
| 19 | TV | Emmanuel Koné      | 31 tháng 12, 1986 (23 tuổi) | 12      | International   |
| 20 | HV | Guy Demel          | 13 tháng 6, 1981 (28 tuổi)  | 26      | Hamburg         |
| 21 | HV | Emmanuel Eboué     | 4 tháng 6, 1983 (27 tuổi)   | 52      | Arsenal         |
| 22 | HV | Sol Bamba          | 13 tháng 1, 1985 (25 tuổi)  | 16      | Hibernian       |
| 23 | TM | Daniel Yeboah      | 13 tháng 11, 1984 (25 tuổi) | 4       | ASEC Mimosas    |

### Bồ Đào Nha
Huấn luyện viên trưởng:  Carlos Queiroz
| Số | Vt | Cầu thủ           | Ngày sinh (tuổi)            | Số trận | Câu lạc bộ             |
| -- | -- | ----------------- | --------------------------- | ------- | ---------------------- |
| 1  | TM | Eduardo           | 19 tháng 9, 1982 (27 tuổi)  | 12      | Braga                  |
| 2  | HV | Bruno Alves       | 27 tháng 11, 1981 (28 tuổi) | 28      | Porto                  |
| 3  | HV | Paulo Ferreira    | 18 tháng 1, 1979 (31 tuổi)  | 59      | Chelsea                |
| 4  | HV | Rolando           | 31 tháng 8, 1985 (24 tuổi)  | 7       | Porto                  |
| 5  | HV | Duda              | 27 tháng 6, 1980 (29 tuổi)  | 14      | Málaga                 |
| 6  | HV | Ricardo Carvalho  | 18 tháng 5, 1978 (32 tuổi)  | 60      | Chelsea                |
| 7  | TĐ | Cristiano Ronaldo | 5 tháng 2, 1985 (25 tuổi)   | 69      | Real Madrid            |
| 8  | TV | Pedro Mendes      | 26 tháng 2, 1979 (31 tuổi)  | 5       | Sporting CP            |
| 9  | TĐ | Liédson           | 17 tháng 12, 1977 (32 tuổi) | 7       | Sporting CP            |
| 10 | TV | Danny             | 7 tháng 8, 1983 (26 tuổi)   | 8       | Zenit Saint Petersburg |
| 11 | TV | Simão             | 31 tháng 10, 1979 (30 tuổi) | 79      | Atlético Madrid        |
| 12 | TM | Beto              | 1 tháng 5, 1982 (28 tuổi)   | 1       | Porto                  |
| 13 | HV | Miguel            | 4 tháng 1, 1980 (30 tuổi)   | 53      | Valencia               |
| 14 | TV | Miguel Veloso     | 11 tháng 5, 1986 (24 tuổi)  | 10      | Sporting CP            |
| 15 | HV | Pepe              | 26 tháng 2, 1983 (27 tuổi)  | 24      | Real Madrid            |
| 16 | TV | Raul Meireles     | 17 tháng 3, 1983 (27 tuổi)  | 31      | Porto                  |
| 17 | TV | Ruben Amorim      | 27 tháng 1, 1985 (25 tuổi)  | 0       | Benfica                |
| 18 | TĐ | Hugo Almeida      | 23 tháng 5, 1984 (26 tuổi)  | 23      | Werder Bremen          |
| 19 | TV | Tiago             | 2 tháng 5, 1981 (29 tuổi)   | 49      | Atlético Madrid        |
| 20 | TV | Deco              | 27 tháng 8, 1977 (32 tuổi)  | 71      | Chelsea                |
| 21 | HV | Ricardo Costa     | 16 tháng 5, 1981 (29 tuổi)  | 6       | Lille                  |
| 22 | TM | Daniel Fernandes  | 25 tháng 9, 1983 (26 tuổi)  | 2       | Iraklis                |
| 23 | HV | Fábio Coentrão    | 11 tháng 3, 1988 (22 tuổi)  | 3       | Benfica                |

## Bảng H

### Tây Ban Nha
Huấn luyện viên trưởng:  Vicente del Bosque
| Số | Vt | Cầu thủ           | Ngày sinh (tuổi)            | Số trận | Câu lạc bộ      |
| -- | -- | ----------------- | --------------------------- | ------- | --------------- |
| 1  | TM | Iker Casillas     | 20 tháng 5, 1981 (29 tuổi)  | 102     | Real Madrid     |
| 2  | HV | Raúl Albiol       | 4 tháng 9, 1985 (24 tuổi)   | 22      | Real Madrid     |
| 3  | HV | Gerard Piqué      | 2 tháng 2, 1987 (23 tuổi)   | 14      | Barcelona       |
| 4  | HV | Carlos Marchena   | 31 tháng 7, 1979 (30 tuổi)  | 56      | Valencia        |
| 5  | HV | Carles Puyol      | 13 tháng 4, 1978 (32 tuổi)  | 81      | Barcelona       |
| 6  | TV | Andrés Iniesta    | 11 tháng 5, 1984 (26 tuổi)  | 40      | Barcelona       |
| 7  | TĐ | David Villa       | 3 tháng 12, 1981 (28 tuổi)  | 55      | Barcelona       |
| 8  | TV | Xavi              | 25 tháng 1, 1980 (30 tuổi)  | 84      | Barcelona       |
| 9  | TĐ | Fernando Torres   | 20 tháng 3, 1984 (26 tuổi)  | 71      | Liverpool       |
| 10 | TV | Cesc Fàbregas     | 4 tháng 5, 1987 (23 tuổi)   | 47      | Arsenal         |
| 11 | HV | Joan Capdevila    | 3 tháng 2, 1978 (32 tuổi)   | 43      | Villarreal      |
| 12 | TV | Sergio Busquets   | 16 tháng 7, 1988 (21 tuổi)  | 11      | Barcelona       |
| 13 | TM | Víctor Valdés     | 14 tháng 1, 1982 (28 tuổi)  | 0       | Barcelona       |
| 14 | TV | Xabi Alonso       | 25 tháng 11, 1981 (28 tuổi) | 66      | Real Madrid     |
| 15 | HV | Sergio Ramos      | 30 tháng 3, 1986 (24 tuổi)  | 57      | Real Madrid     |
| 16 | TĐ | Juan Mata         | 28 tháng 4, 1988 (22 tuổi)  | 7       | Valencia        |
| 17 | HV | Álvaro Arbeloa    | 17 tháng 1, 1983 (27 tuổi)  | 13      | Real Madrid     |
| 18 | TĐ | Pedro             | 28 tháng 7, 1987 (22 tuổi)  | 0       | Barcelona       |
| 19 | TĐ | Fernando Llorente | 26 tháng 2, 1985 (25 tuổi)  | 5       | Athletic Bilbao |
| 20 | TV | Javi Martínez     | 2 tháng 9, 1988 (21 tuổi)   | 0       | Athletic Bilbao |
| 21 | TV | David Silva       | 8 tháng 1, 1986 (24 tuổi)   | 33      | Valencia        |
| 22 | TV | Jesús Navas       | 21 tháng 11, 1985 (24 tuổi) | 3       | Sevilla         |
| 23 | TM | Pepe Reina        | 31 tháng 8, 1982 (27 tuổi)  | 19      | Liverpool       |

### Thụy Sĩ
Huấn luyện viên trưởng:  Ottmar Hitzfeld
| Số | Vt | Cầu thủ              | Ngày sinh (tuổi)            | Số trận | Câu lạc bộ\|        |
| -- | -- | -------------------- | --------------------------- | ------- | ------------------- |
| 1  | TM | Diego Benaglio       | 8 tháng 9, 1983 (26 tuổi)   | 25      | Wolfsburg           |
| 2  | HV | Stephan Lichtsteiner | 16 tháng 1, 1984 (26 tuổi)  | 26      | Lazio               |
| 3  | HV | Reto Ziegler         | 16 tháng 1, 1986 (24 tuổi)  | 10      | Sampdoria           |
| 4  | HV | Philippe Senderos    | 14 tháng 2, 1985 (25 tuổi)  | 38      | Arsenal             |
| 5  | HV | Steve von Bergen     | 10 tháng 6, 1983 (27 tuổi)  | 10      | Hertha Berlin       |
| 6  | TV | Benjamin Huggel      | 7 tháng 7, 1977 (32 tuổi)   | 36      | Basel               |
| 7  | TV | Tranquillo Barnetta  | 2 tháng 5, 1985 (25 tuổi)   | 50      | Bayer Leverkusen    |
| 8  | TV | Gökhan Inler         | 27 tháng 6, 1984 (25 tuổi)  | 34      | Udinese             |
| 9  | TĐ | Alexander Frei       | 15 tháng 7, 1979 (30 tuổi)  | 73      | Basel               |
| 10 | TĐ | Blaise Nkufo         | 25 tháng 5, 1975 (35 tuổi)  | 29      | Twente              |
| 11 | TV | Valon Behrami        | 19 tháng 4, 1985 (25 tuổi)  | 26      | West Ham United     |
| 12 | TM | Marco Wölfli         | 22 tháng 8, 1982 (27 tuổi)  | 4       | Young Boys          |
| 13 | HV | Stéphane Grichting   | 30 tháng 3, 1979 (31 tuổi)  | 33      | Auxerre             |
| 14 | TV | Marco Padalino       | 8 tháng 12, 1983 (26 tuổi)  | 7       | Sampdoria           |
| 15 | TV | Hakan Yakin          | 22 tháng 2, 1977 (33 tuổi)  | 80      | Luzern              |
| 16 | TV | Gelson Fernandes     | 2 tháng 9, 1986 (23 tuổi)   | 21      | St-Étienne          |
| 17 | HV | Christoph Spycher    | 30 tháng 3, 1978 (32 tuổi)  | 47      | Eintracht Frankfurt |
| 18 | TĐ | Albert Bunjaku       | 29 tháng 11, 1983 (26 tuổi) | 1       | Nuremberg           |
| 19 | TĐ | Eren Derdiyok        | 12 tháng 6, 1988 (21 tuổi)  | 19      | Bayer Leverkusen    |
| 20 | TV | Pirmin Schwegler     | 9 tháng 3, 1987 (23 tuổi)   | 3       | Eintracht Frankfurt |
| 21 | TM | Johnny Leoni         | 30 tháng 6, 1984 (25 tuổi)  | 0       | Zürich              |
| 22 | HV | Mario Eggimann       | 24 tháng 1, 1981 (29 tuổi)  | 8       | Hannover 96         |
| 23 | TV | Xherdan Shaqiri      | 10 tháng 10, 1991 (18 tuổi) | 1       | Basel               |

### Honduras
Huấn luyện viên trưởng:  Reinaldo Rueda
| Số | Vt | Cầu thủ             | Ngày sinh (tuổi)            | Số trận | Câu lạc bộ          |
| -- | -- | ------------------- | --------------------------- | ------- | ------------------- |
| 1  | TM | Ricardo Canales     | 30 tháng 5, 1982 (28 tuổi)  | 2       | Motagua             |
| 2  | HV | Osman Chávez        | 29 tháng 7, 1984 (25 tuổi)  | 26      | Platense            |
| 3  | HV | Maynor Figueroa     | 2 tháng 5, 1983 (27 tuổi)   | 66      | Wigan Athletic      |
| 4  | HV | Johnny Palacios     | 20 tháng 12, 1986 (23 tuổi) | 4       | Olimpia             |
| 5  | HV | Víctor Bernárdez    | 24 tháng 5, 1982 (28 tuổi)  | 40      | Anderlecht          |
| 6  | TV | Hendry Thomas       | 23 tháng 2, 1985 (25 tuổi)  | 39      | Wigan Athletic      |
| 7  | TV | Ramón Núñez         | 14 tháng 11, 1984 (25 tuổi) | 16      | Olimpia             |
| 8  | TV | Wilson Palacios     | 29 tháng 7, 1984 (25 tuổi)  | 69      | Tottenham Hotspur   |
| 9  | TĐ | Carlos Pavón        | 19 tháng 10, 1973 (36 tuổi) | 98      | Real España         |
| 10 | TV | Julio César de León | 13 tháng 9, 1979 (30 tuổi)  | 74      | Torino              |
| 11 | TĐ | David Suazo         | 5 tháng 11, 1979 (30 tuổi)  | 50      | Genoa               |
| 12 | TĐ | Georgie Welcome     | 9 tháng 3, 1985 (25 tuổi)   | 11      | Motagua             |
| 13 | TĐ | Roger Espinoza      | 25 tháng 10, 1986 (23 tuổi) | 10      | Kansas City Wizards |
| 14 | HV | Oscar García        | 4 tháng 9, 1984 (25 tuổi)   | 42      | Olimpia             |
| 15 | TĐ | Walter Martínez     | 29 tháng 3, 1982 (28 tuổi)  | 34      | Marathón            |
| 16 | HV | Mauricio Sabillón   | 11 tháng 11, 1978 (31 tuổi) | 25      | Hàng Châu Lục Thành |
| 17 | TV | Edgar Álvarez       | 9 tháng 1, 1980 (30 tuổi)   | 46      | Bari                |
| 18 | TM | Noel Valladares     | 3 tháng 5, 1977 (33 tuổi)   | 71      | Olimpia             |
| 19 | TV | Danilo Turcios      | 8 tháng 5, 1978 (32 tuổi)   | 82      | Olimpia             |
| 20 | TV | Amado Guevara       | 2 tháng 5, 1976 (34 tuổi)   | 133     | Motagua             |
| 21 | HV | Emilio Izaguirre    | 10 tháng 5, 1986 (24 tuổi)  | 39      | Motagua             |
| 22 | TM | Donis Escober       | 3 tháng 2, 1980 (30 tuổi)   | 11      | Olimpia             |
| 23 | HV | Sergio Mendoza      | 23 tháng 5, 1981 (29 tuổi)  | 46      | Motagua             |

### Chile
Huấn luyện viên trưởng:  Marcelo Bielsa
| Số | Vt | Cầu thủ          | Ngày sinh (tuổi)            | Số trận | Câu lạc bộ           |
| -- | -- | ---------------- | --------------------------- | ------- | -------------------- |
| 1  | TM | Claudio Bravo    | 13 tháng 4, 1983 (27 tuổi)  | 41      | Real Sociedad        |
| 2  | HV | Ismael Fuentes   | 4 tháng 8, 1981 (28 tuổi)   | 25      | Universidad Católica |
| 3  | HV | Waldo Ponce      | 4 tháng 12, 1982 (27 tuổi)  | 23      | Universidad Católica |
| 4  | HV | Mauricio Isla    | 12 tháng 6, 1988 (21 tuổi)  | 10      | Udinese              |
| 5  | HV | Pablo Contreras  | 11 tháng 9, 1978 (31 tuổi)  | 49      | PAOK                 |
| 6  | TV | Carlos Carmona   | 21 tháng 2, 1987 (23 tuổi)  | 18      | Reggina              |
| 7  | TĐ | Alexis Sánchez   | 19 tháng 12, 1988 (21 tuổi) | 26      | Udinese              |
| 8  | HV | Arturo Vidal     | 22 tháng 5, 1987 (23 tuổi)  | 21      | Bayer Leverkusen     |
| 9  | TĐ | Humberto Suazo   | 10 tháng 5, 1981 (29 tuổi)  | 41      | Real Zaragoza        |
| 10 | TV | Jorge Valdivia   | 19 tháng 10, 1983 (26 tuổi) | 36      | Al-Ain               |
| 11 | TĐ | Mark González    | 10 tháng 7, 1984 (25 tuổi)  | 38      | CSKA Moscow          |
| 12 | TM | Miguel Pinto     | 4 tháng 7, 1983 (26 tuổi)   | 13      | Universidad de Chile |
| 13 | TV | Marco Estrada    | 28 tháng 5, 1983 (27 tuổi)  | 20      | Universidad de Chile |
| 14 | TV | Matías Fernández | 15 tháng 5, 1986 (24 tuổi)  | 35      | Sporting CP          |
| 15 | TĐ | Jean Beausejour  | 1 tháng 6, 1984 (26 tuổi)   | 23      | América              |
| 16 | TĐ | Fabián Orellana  | 27 tháng 1, 1986 (24 tuổi)  | 13      | Xerez                |
| 17 | HV | Gary Medel       | 3 tháng 8, 1987 (22 tuổi)   | 23      | Boca Juniors         |
| 18 | HV | Gonzalo Jara     | 29 tháng 8, 1985 (24 tuổi)  | 31      | West Bromwich Albion |
| 19 | TV | Gonzalo Fierro   | 21 tháng 3, 1983 (27 tuổi)  | 16      | Flamengo             |
| 20 | TV | Rodrigo Millar   | 3 tháng 11, 1981 (28 tuổi)  | 19      | Colo-Colo            |
| 21 | TV | Rodrigo Tello    | 14 tháng 10, 1979 (30 tuổi) | 32      | Beşiktaş             |
| 22 | TĐ | Esteban Paredes  | 1 tháng 8, 1980 (29 tuổi)   | 12      | Colo-Colo            |
| 23 | TM | Luis Marín       | 18 tháng 5, 1983 (27 tuổi)  | 2       | Unión Española       |